# Cimetière du Touquet-Paris-Plage
Le cimetière du Touquet-Paris-Plage est un cimetière communal, ouvert en mars 1914, sis dans la commune du Touquet-Paris-Plage dans le département français du Pas-de-Calais.

## Histoire
Le 16 février 1901 une pétition des habitants de Paris-Plage est déposée à la mairie de Cucq pour la création d’un cimetière à Paris-Plage afin d’éviter d’être obligé de se rendre à Cucq, le conseil municipal de Cucq émet un avis favorable, mais il faut attendre 1912, le 7 septembre, avant que la toute nouvelle municipalité du Touquet-Paris-Plage ne décide de la construction d'un cimetière et achète, à cet effet, un terrain de 10 000 m2, sis à l'angle sud-est du chemin des Hénons (aujourd'hui avenue du Dix-huit juin), et du boulevard de la Canche, pour un prix de 5 000 FRF (17 908,2 EUR2023). Son ouverture a lieu en mars 1914.
Au début, le cimetière est peu utilisé, les familles restent proches de leurs racines et se font inhumer dans leurs villes ou villages d'origine.
L'une des premières tombes du cimetière, est celle de la jeune Anglaise de vingt et un ans, « Barbie », dont la sépulture avec son ange de marbre, accueille encore les visiteurs aujourd'hui.
Le cimetière connaît trois agrandissements successifs, le premier en 1953, vers le fond du cimetière établi en 1914, le second en 1979, sur la partie arrière des serres municipales, et le troisième en 1989, par une dernière extension réalisée dans la partie qui étaient encore occupée par les serres municipales qui, de fait, ferment définitivement.

## Description du cimetière

### Localisation
Le cimetière est situé en bordure de la baie de Canche, sur la rive gauche du fleuve, à l'angle sud-est du boulevard de la Canche et de l'avenue du Dix-huit juin (anciennement chemin des Hénons).
Pendant la Seconde Guerre mondiale, les allemands ont leur propre cimetière, situé presque au coin opposé du cimetière municipal, donnant sur le boulevard de la Canche. En août 1948, les 238 corps qui s'y trouvent sont exhumés sont rassemblés dans le cimetière de regroupement de Tilloy-lès-Mofflaines.

### Cimetière civil

#### Trois martyrs
À gauche de l'entrée principale se trouvent les tombes d'André Baleuw et de Roger Snoeck, deux des trois fusillés par les allemands le 20 juillet 1943 au fort de Bondues (Nord), après avoir été condamnés à mort pour avoir caché un aviateur canadien. Le troisième, Gaston Brogniart, est inhumé au cimetière de l'église Saint-Quentin de Longuenesse, sa ville natale. Une avenue et une allée portent leurs trois noms dans la commune du Touquet-Paris-Plage, l'avenue des Trois-Martyrs et une rue porte le nom de Gaston Brogniart à Longuenesse.

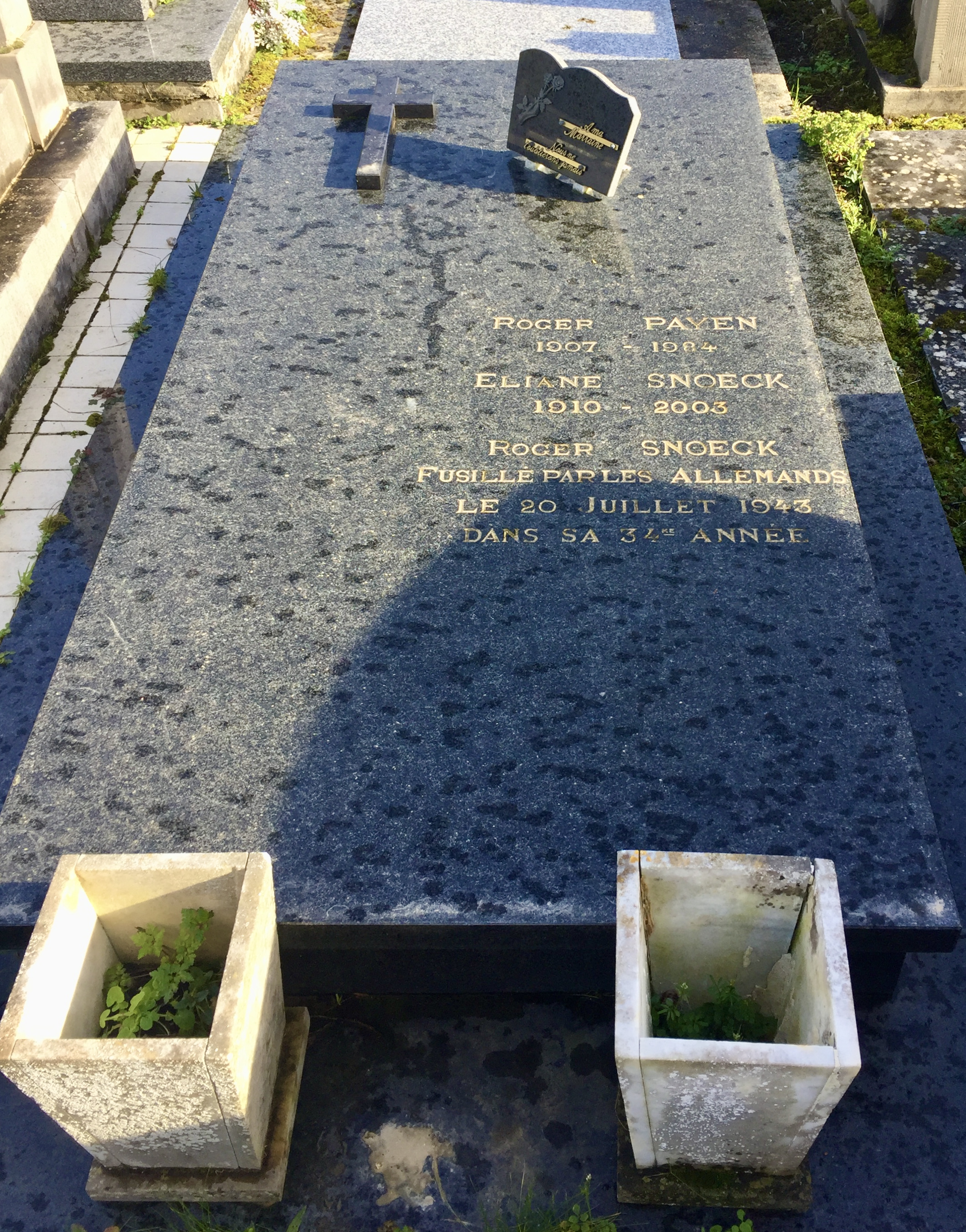
La tombe de Roger Snoeck.
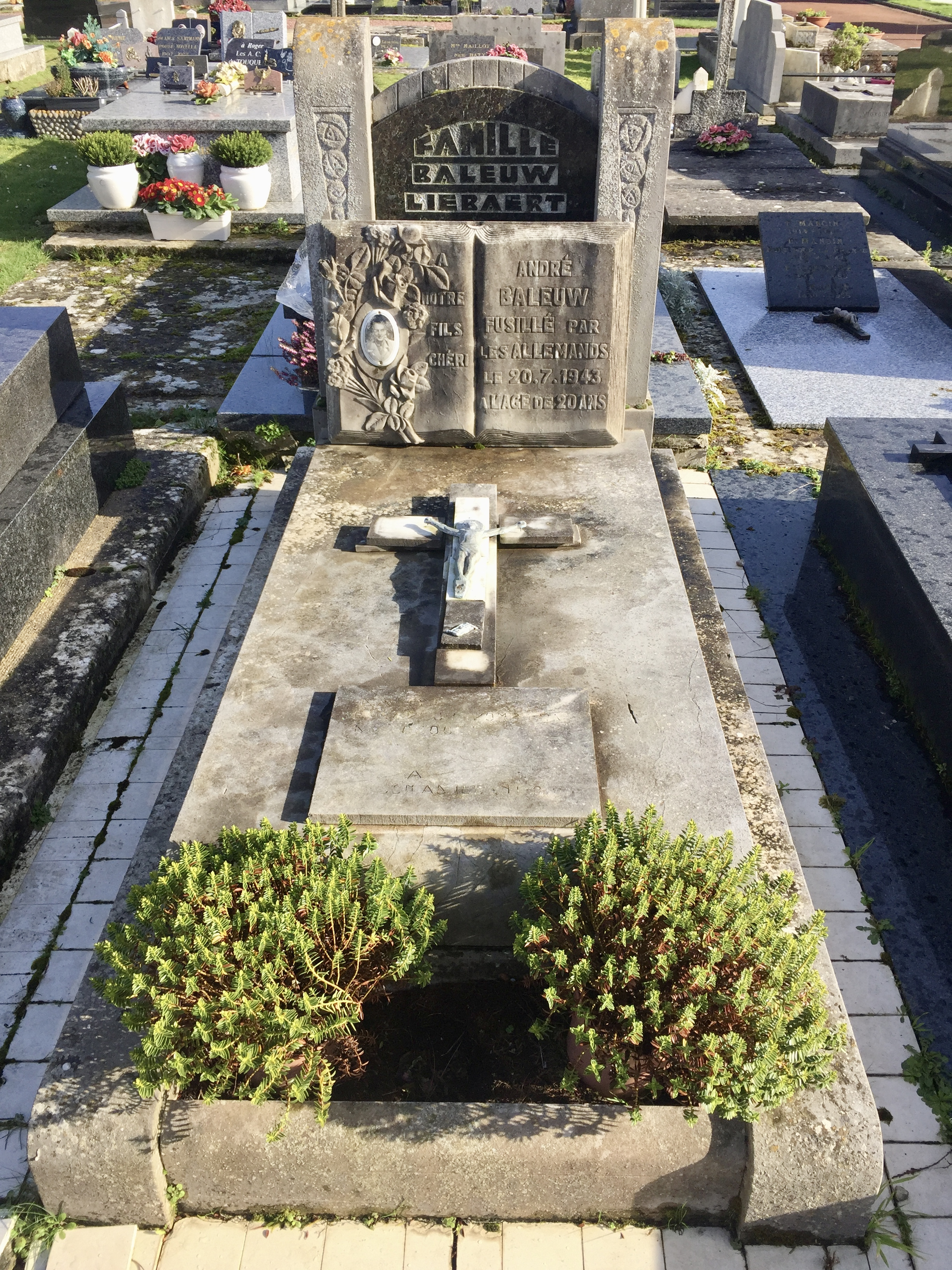
La tombe d'André Baleuw.
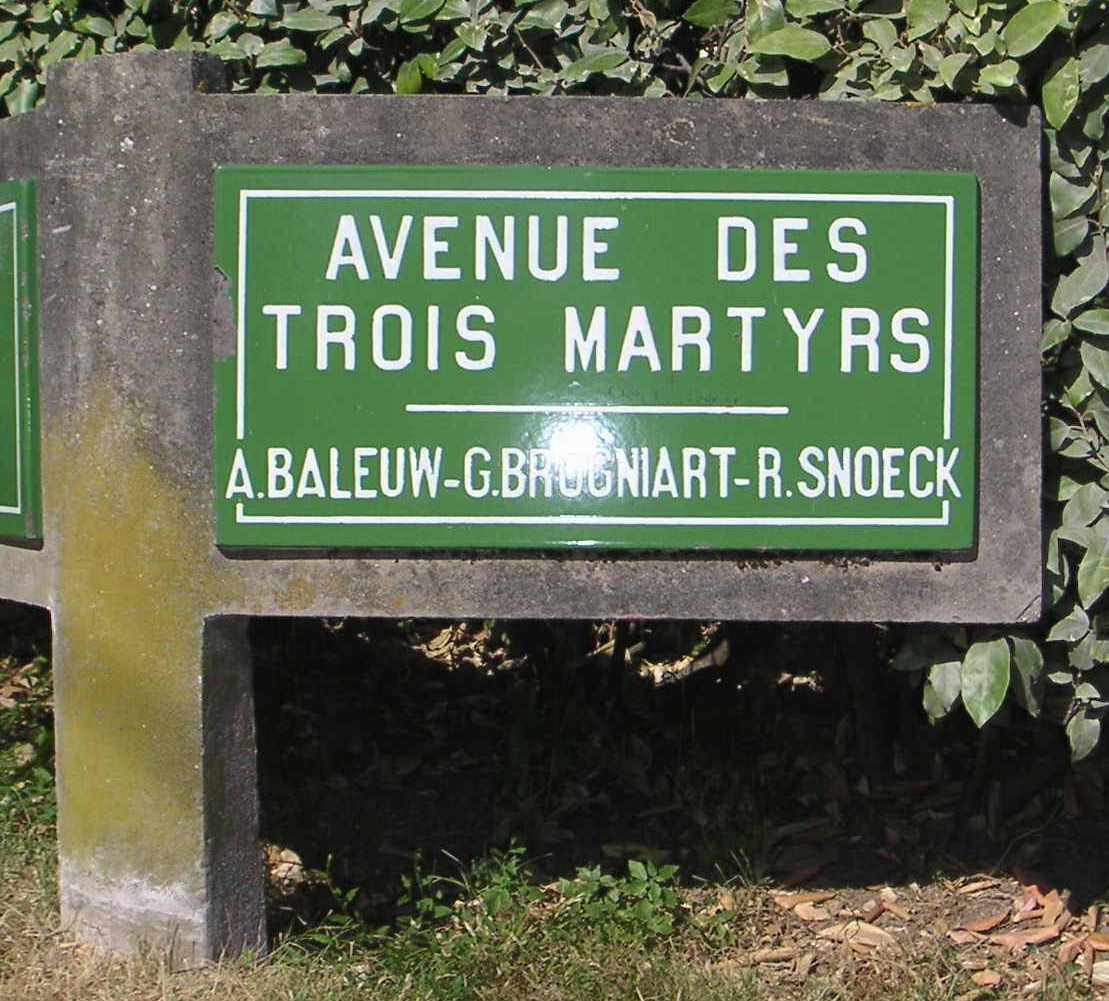
La plaque de rue au Touquet-Paris-Plage.
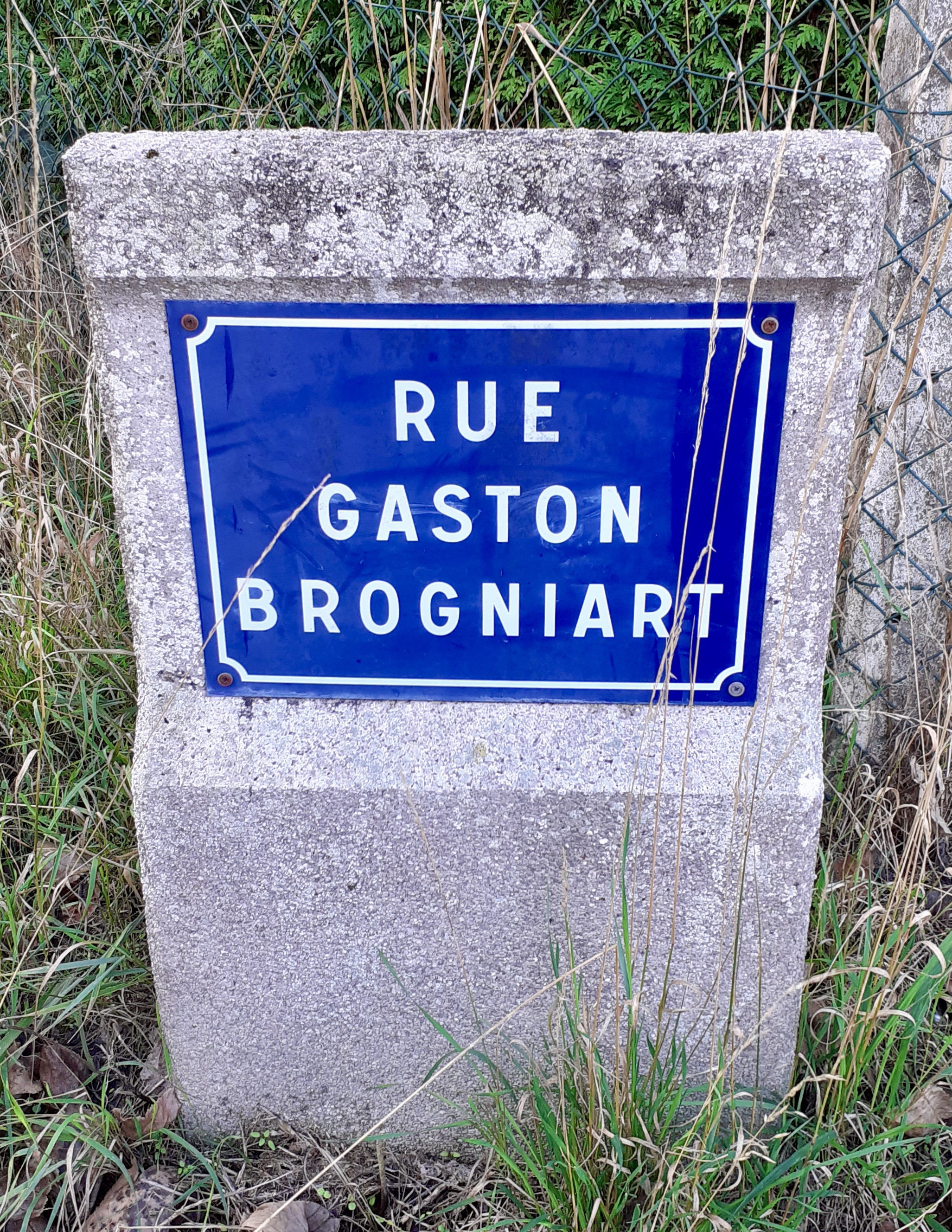
La plaque de rue à Longuenesse.

#### Barbara Ellen Jesson
Sur la droite de l'entrée principale se trouve une statue d’un ange pointant le doigt vers le ciel. Ici repose Barbara Ellen Jesson appelée Barbie, une Britannique de 21 ans morte, au domicile de ses parents, le 1er juillet 1930 rue de Paris, au Touquet-Paris-Plage. Sa sœur, Dorothy Borutti, qui s'était promise d'embrasser le premier soldat libérateur qu'elle rencontrerait, ce qu'elle fit, elle épouse cet officier, le canadien, Murdoch-Alexander MacPherson, à la libération du Touquet. Ils sont inhumés dans cette sépulture familiale et sur la tombe on peut lire : « Ensemble pour toujours au Touquet »,,.

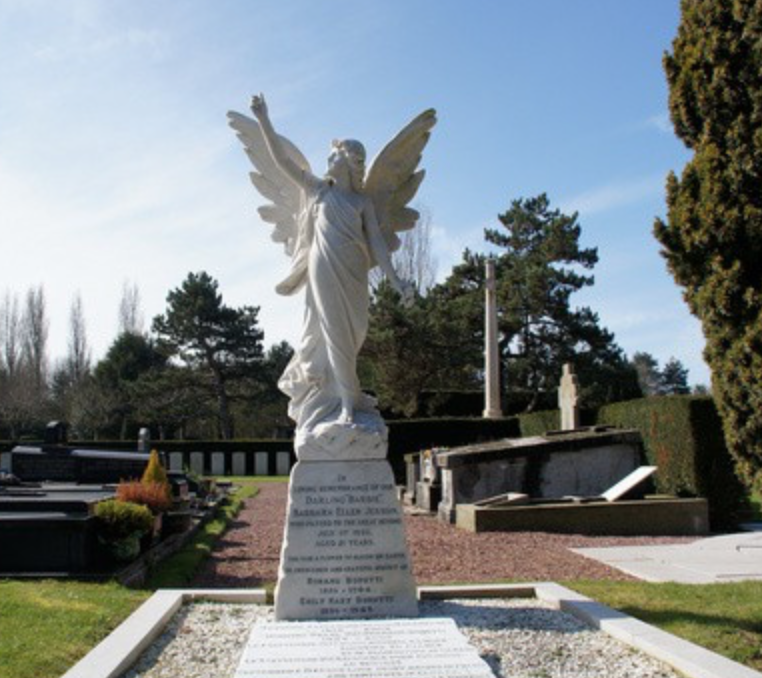
La statue ailée sur la tombe de "Barbie" Barbara Ellen Jesson.

### Cimetière militaire britannique
Le cimetière militaire britannique est situé tout de suite à droite de l'entrée principale.
Dans ce cimetière, se trouvent 142 tombes du Commonwealth. Ces tombes proviennent des morts de l'hôpital de la duchesse de Westminster (no 1 BRCS) qui était établi au Touquet-Paris-Plage d'octobre 1914 à juillet 1918.

### Cimetière militaire français
Le cimetière militaire français est situé tout de suite à gauche de l'entrée principale.
Dans ce cimetière, on trouve, pour la Première Guerre mondiale, les tombes des 164 soldats français morts pour la France et, pour la Seconde Guerre mondiale, celles de quatre autres, morts pour la France, lors d'opérations de déminage au Touquet-Paris-Plage ainsi que celle d'un cinquième également mort pour la France.

Stèles de 4 démineurs morts pour la France lors du déminage du Touquet-Paris-Plage
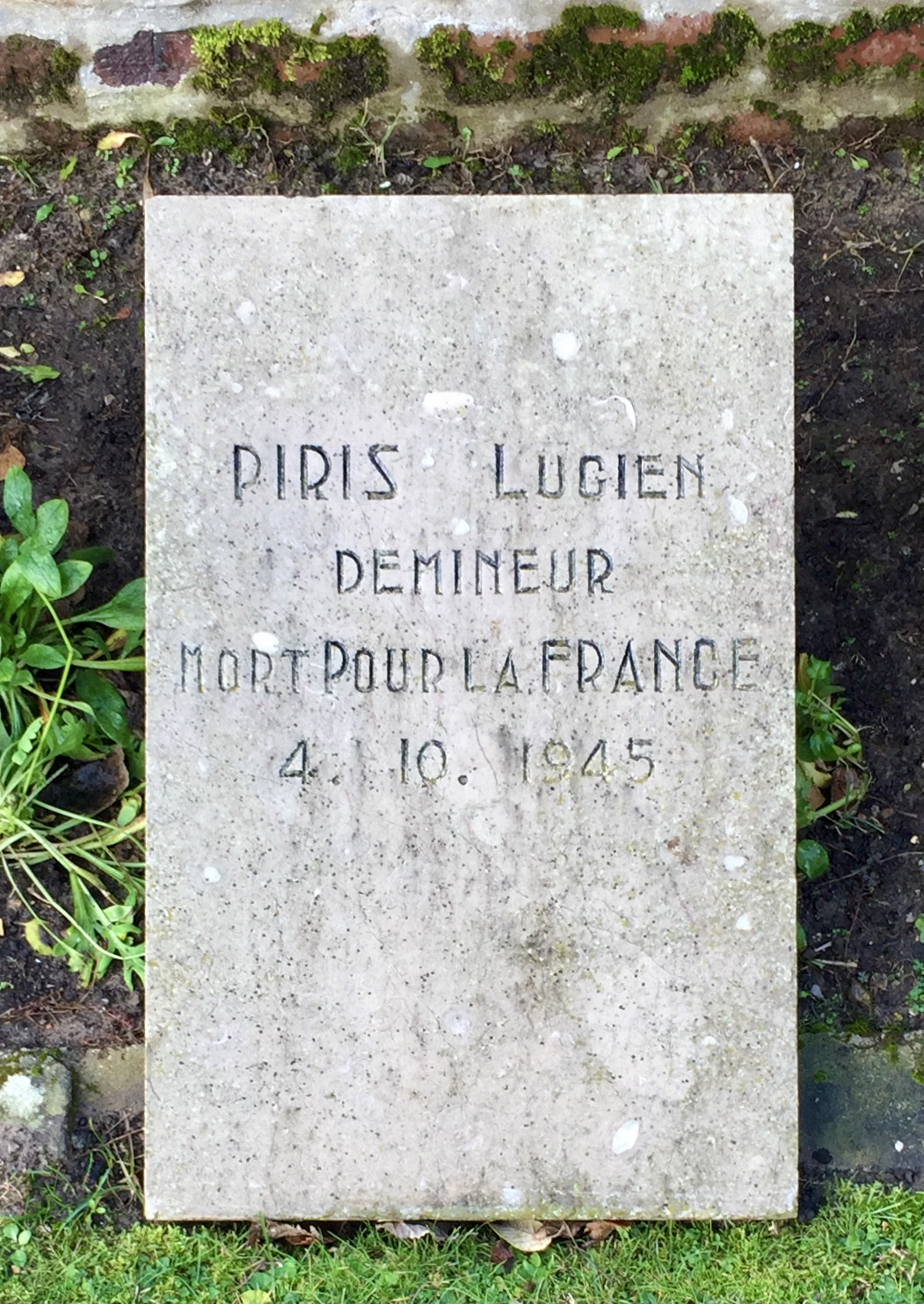
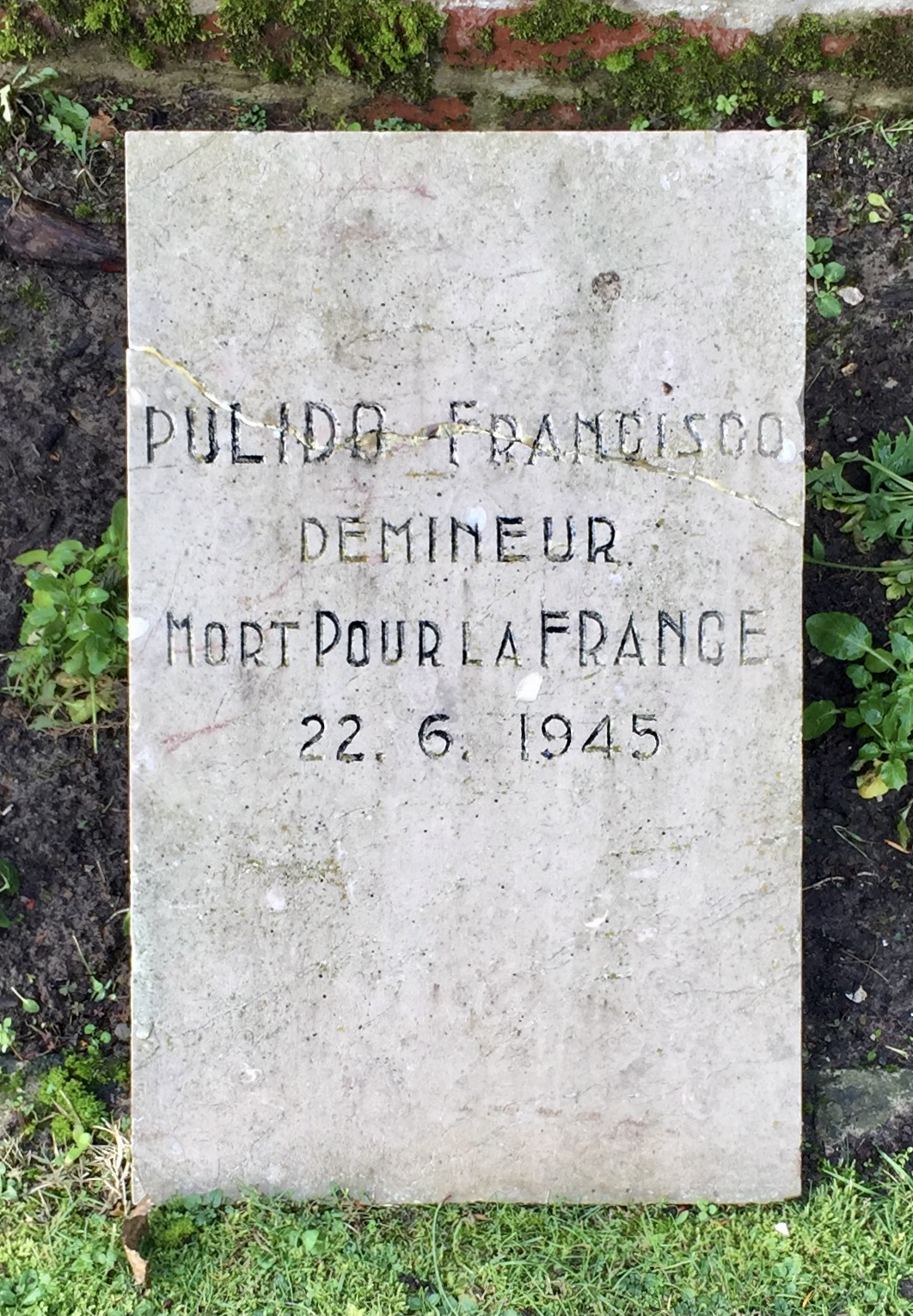
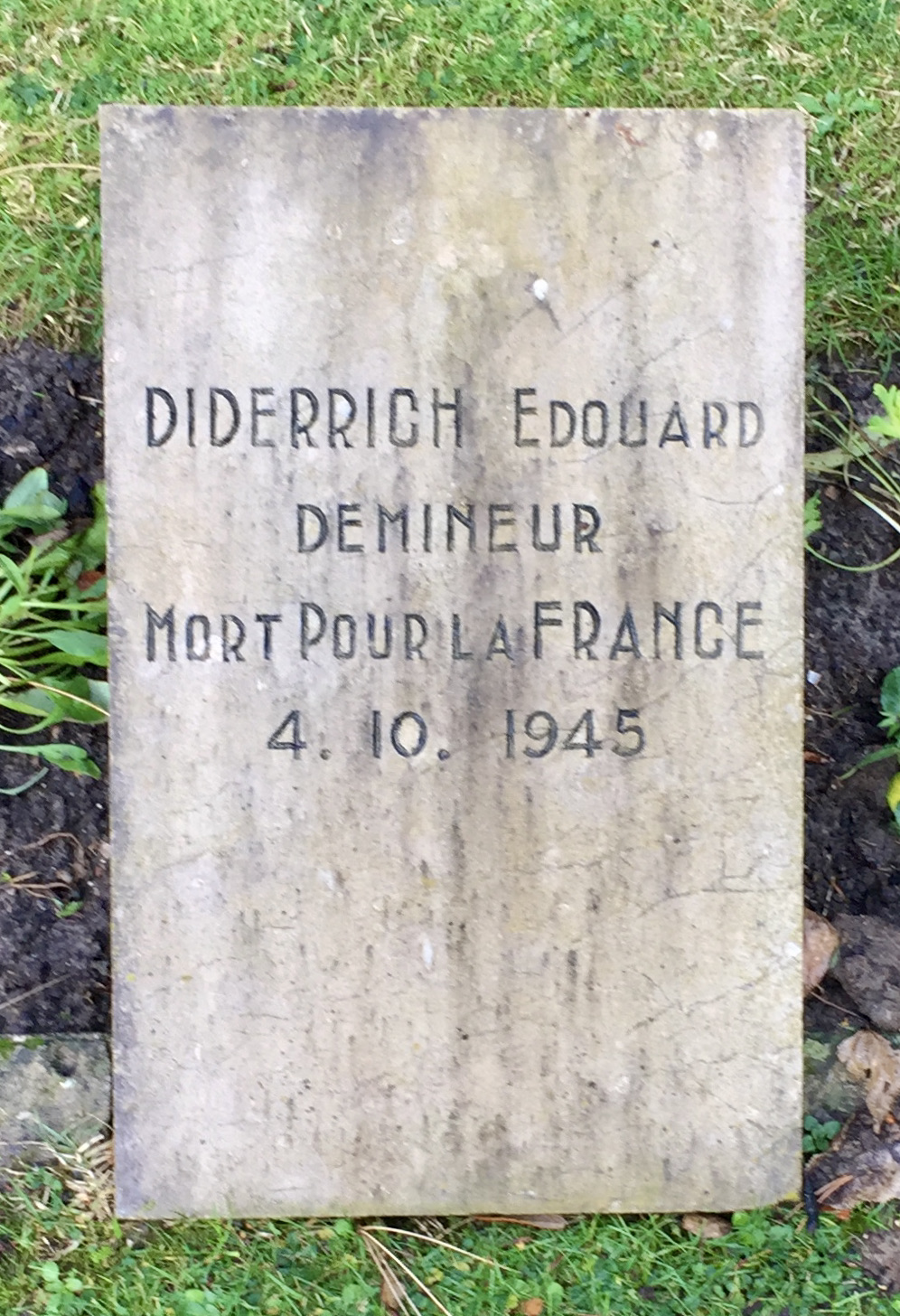
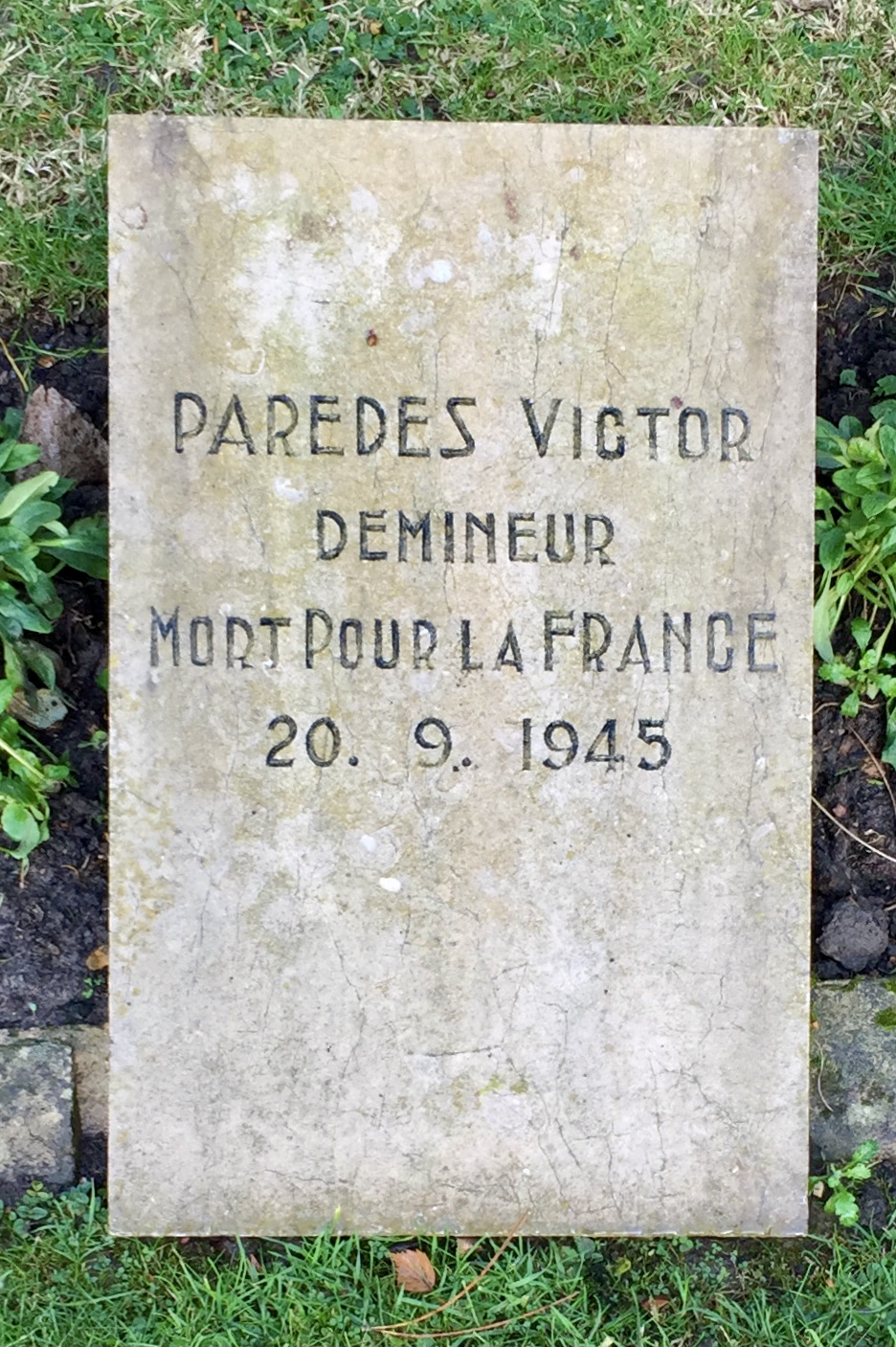

### Colombarium et jardin du souvenir
Dans les années 1990, l'incinération se développant, un columbarium est construit, avec, à côté, un jardin du souvenir.

### Monument aux morts

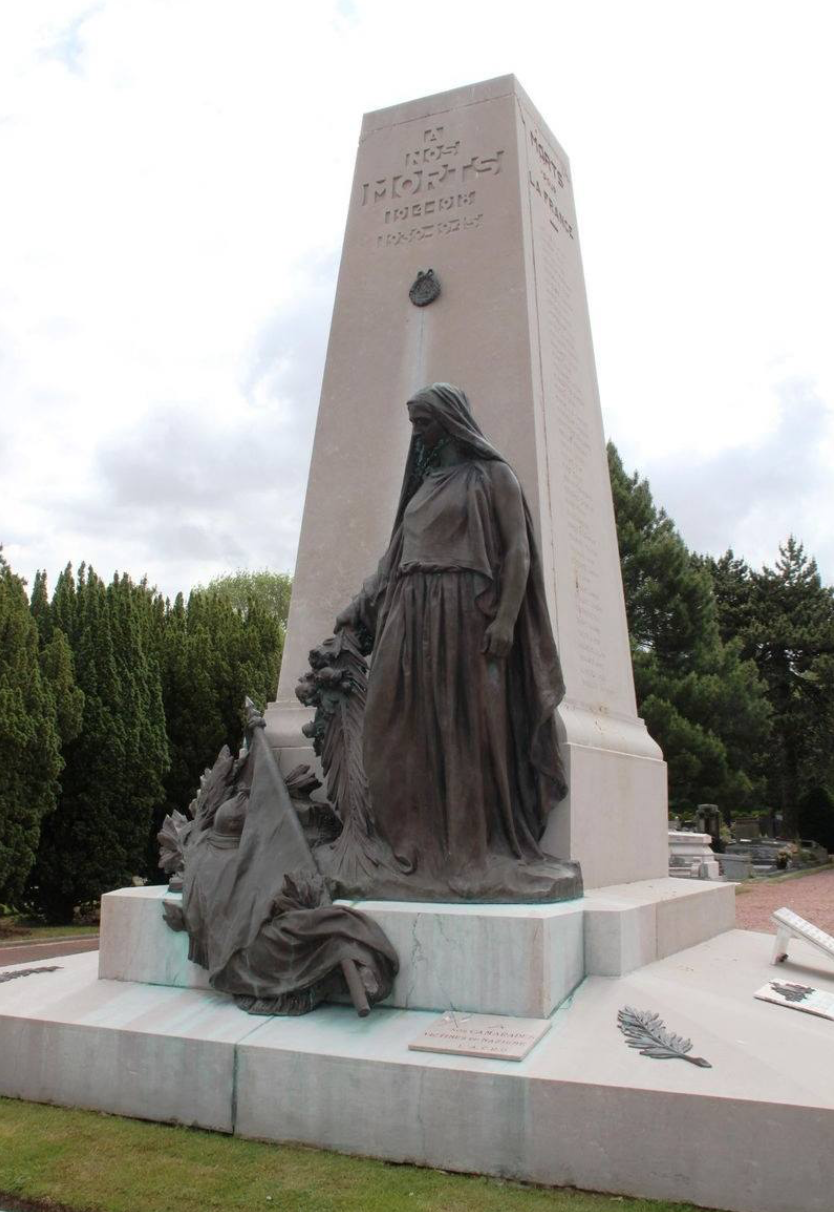
Le monument aux morts.

Le monument aux morts est situé dans l'allée principale de l'entrée du cimetière.
Le 1er novembre 1916, la municipalité organise une manifestation patriotique présidée par le préfet au milieu d'une foule considérable. Il s'agit d'honorer la mémoire de 200 victimes de la guerre reposant dans le cimetière. Le cortège se recueille au pied de deux monuments aux morts provisoires (un monument en hommage aux soldats français et l'autre en hommage aux soldats britanniques), offerts au cours de l'année 1916 par la société française de sauvetage.
Le 23 avril 1922 est inauguré le monument aux morts, sur les plans des architectes Fernand Buisset et Arsène Bical, réalisé par Émile Peynot, sculpteur demeurant à Paris. L'exécution en bronze de la statue est réalisée par Duranton, fondeur à Paris et Creveau, le marbrier. C'est à cet endroit que les enfants des écoles se retrouvent pour énumérer les noms des soixante « morts pour la France ». La réalisation de ce monument a couté 60 375 FRF (77 229,29 EUR2023) dont 12 500 FRF (15 989,5 EUR2023) pour la sculpture, subvention communale 5 000 FRF (6 395,8 EUR2023), produits d'une souscription et d'une fête 15 375 FRF (19 667,09 EUR2023), subvention de la société des casinos 20 000 FRF (25 583,2 EUR2023), don d'un anonyme 20 000 FRF (25 583,2 EUR2023). La sculpture représente une femme drapée à l’antique qui vient poser une palme sur les dépouilles guerrières d’un soldat mort. Un casque de poilu, une couronne de lauriers, un drapeau, évoquent métonymiquement le disparu. La statue mesure environ 2,50 m, elle est en métal Keller.
Sur le monument figurent pour la Première Guerre mondiale, 79 noms, pour la Seconde Guerre mondiale, 77 noms, pour les victimes civiles du bombardement du 4 juin 1944 au Touquet-Paris-Plage, 14 noms, pour la guerre de Corée, 1 nom et pour la guerre d'Algérie, 2 noms.

Plaques commémoratives apposées sur le monument aux morts
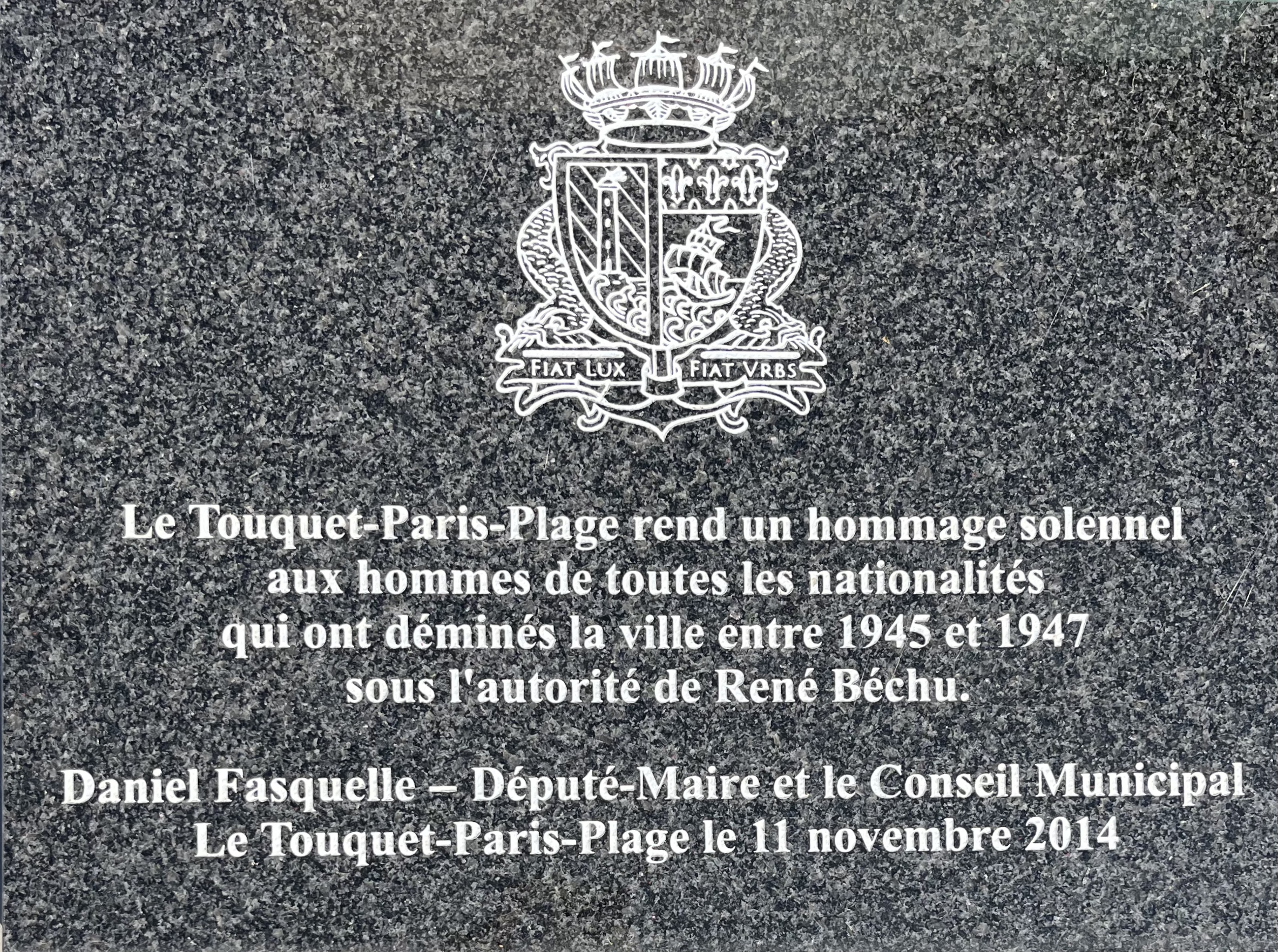
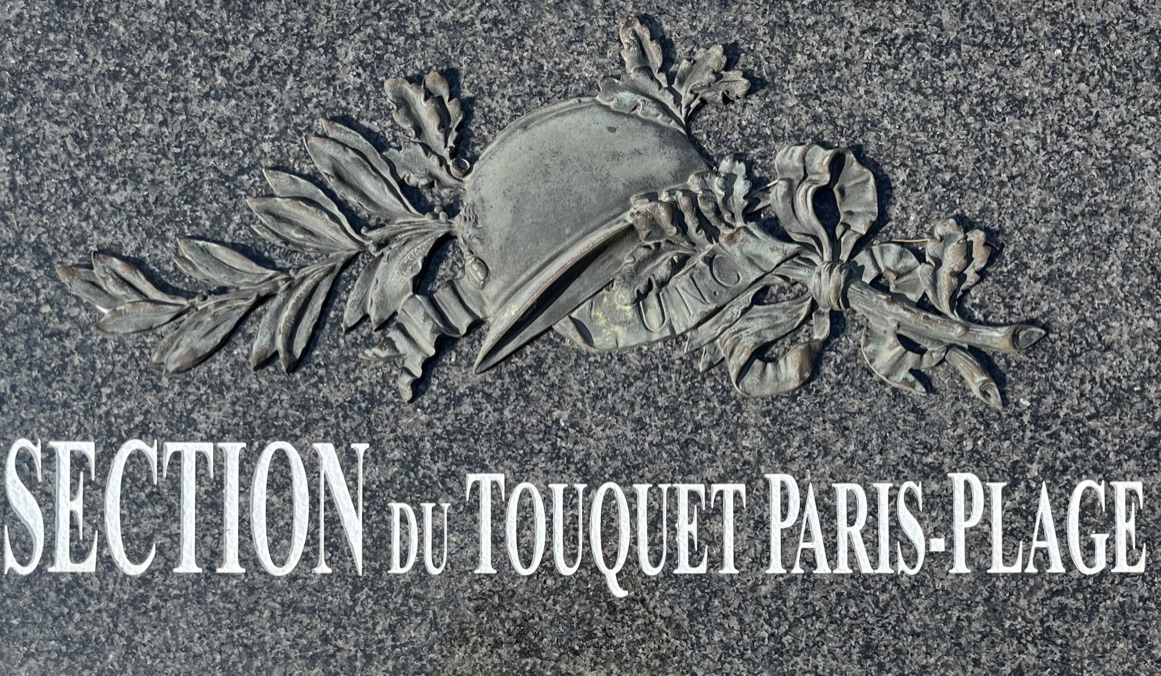
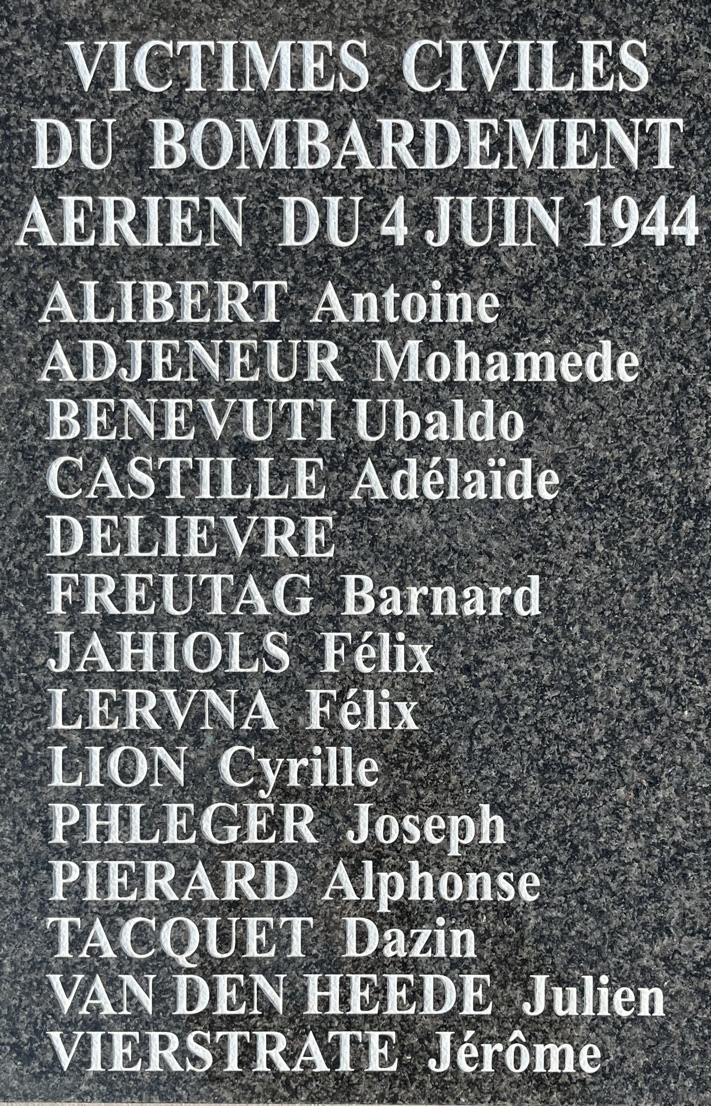
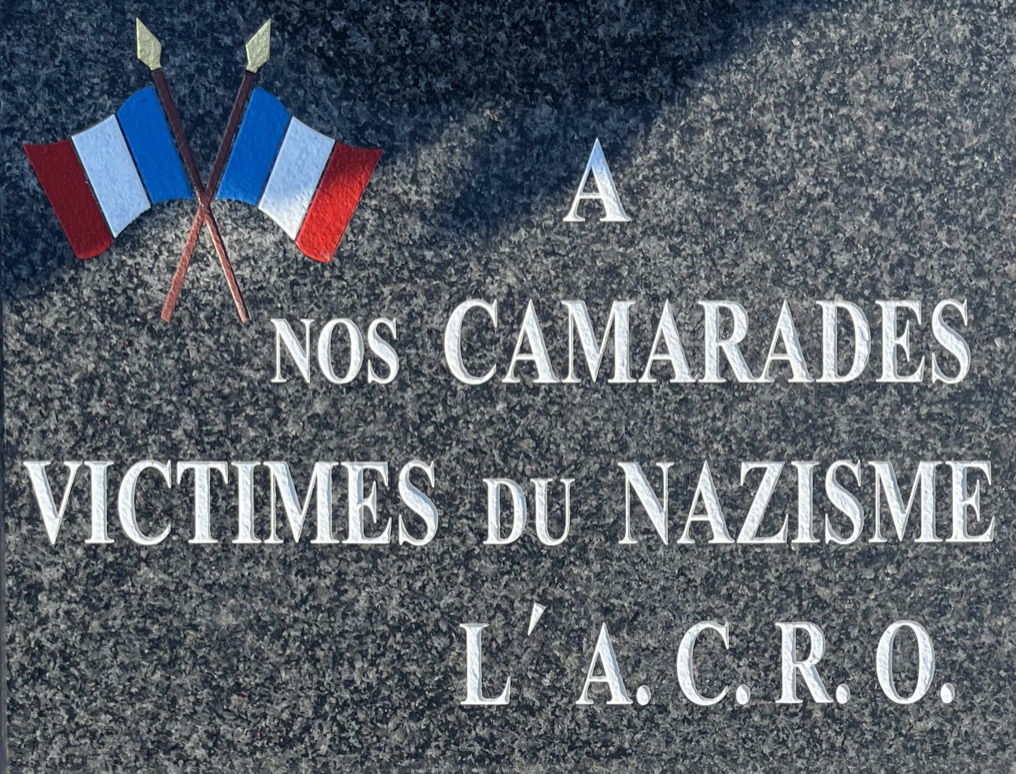
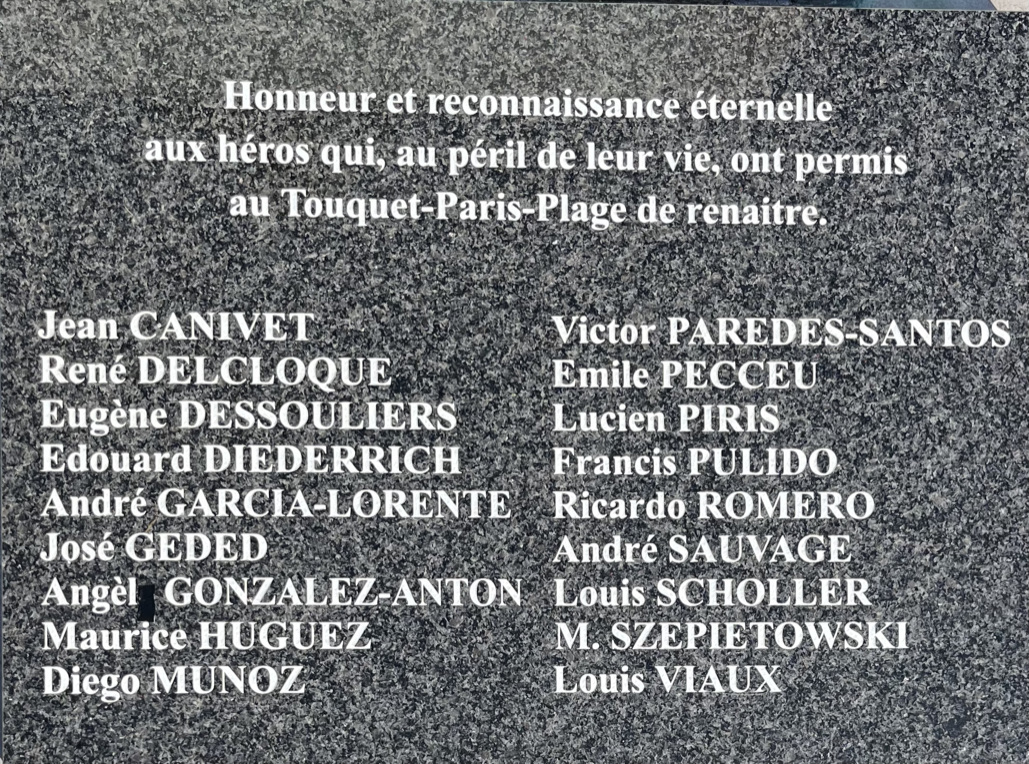

## Personnalités inhumées
- Philippe Alexandre (1932-2022), journaliste et écrivain.
- Fernand Buisset (1869-1937), architecte.
- Nicole Barclay, née Vandenbussche, (1927-1971), 2e épouse d'Eddie Barclay, connue sous son nom d'artiste Ève Williams, née au Touquet-Paris-Plage.
- Jules Dachicourt (1864-1949), loueur de canot et photographe à Paris-Plage.
- Léonce Deprez (1927-2017), homme politique et maire de la commune.
- Eugène Koessler (1876-1935), professeur agrégé d'université spécialisé en langue allemande.
- Adrien Perret-Maisonneuve (1866-1937), avocat et magistrat.
- Louis Quételart (1888-1950), architecte.
- Janet Rae (1931-1916) née Love, mère de l'artiste peintre australienne Iso Rae.
- Léon Street (1860-1925), propriétaire du Grand-Hôtel du Touquet-Paris-Plage.

Personnalités inhumées au cimetière du Touquet-Paris-Plage
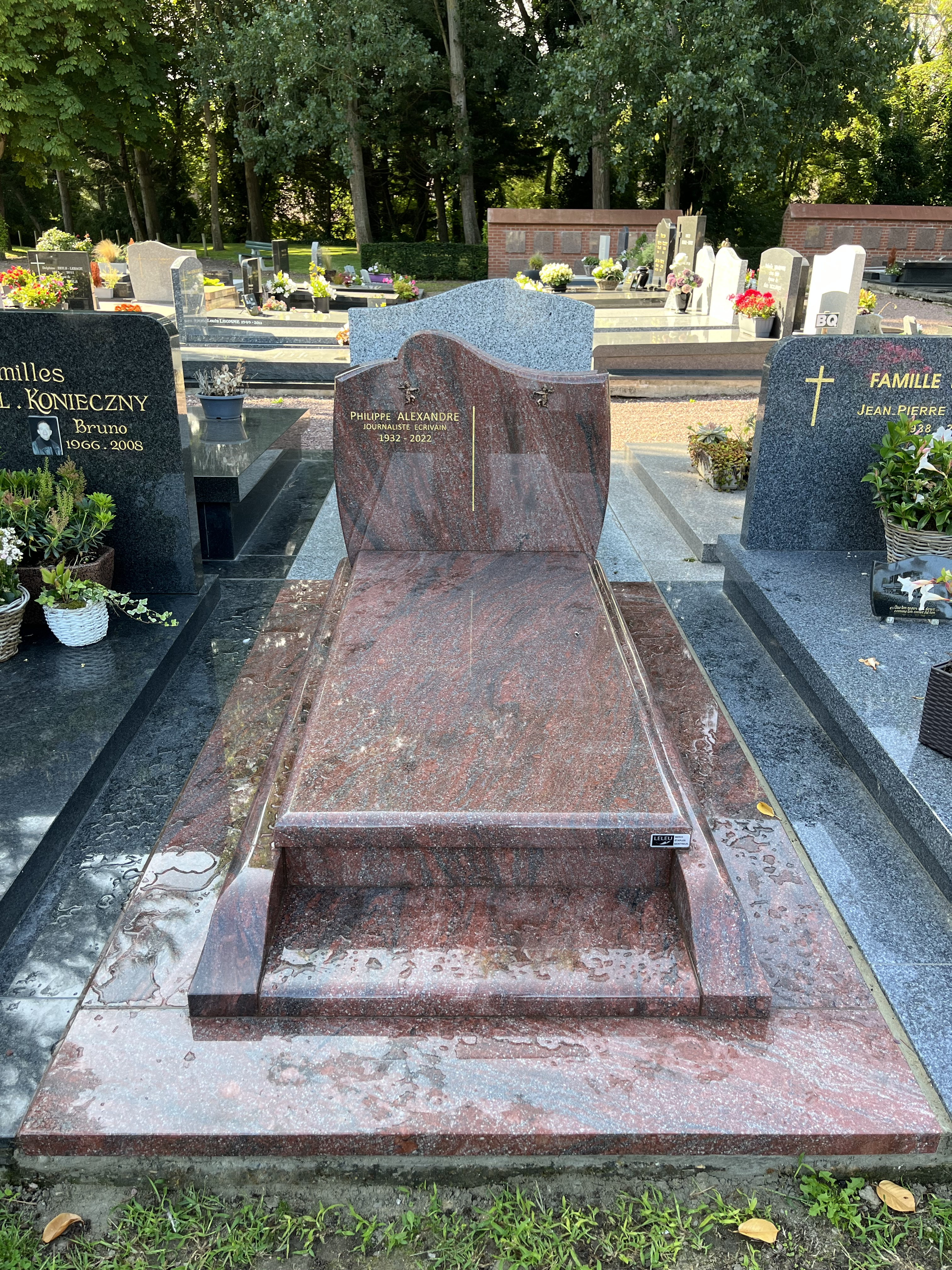
Philippe Alexandre.
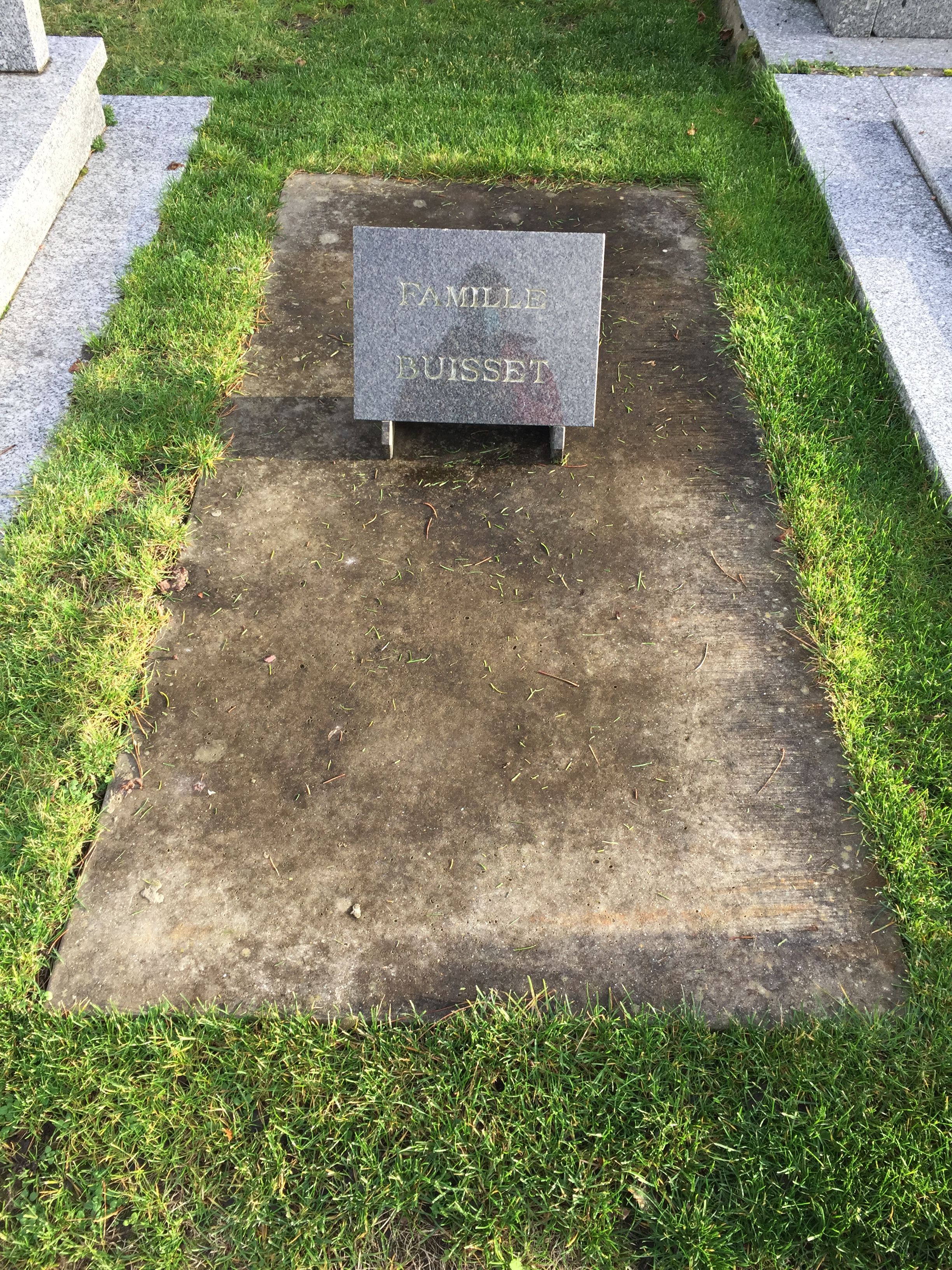
Fernand Buisset.
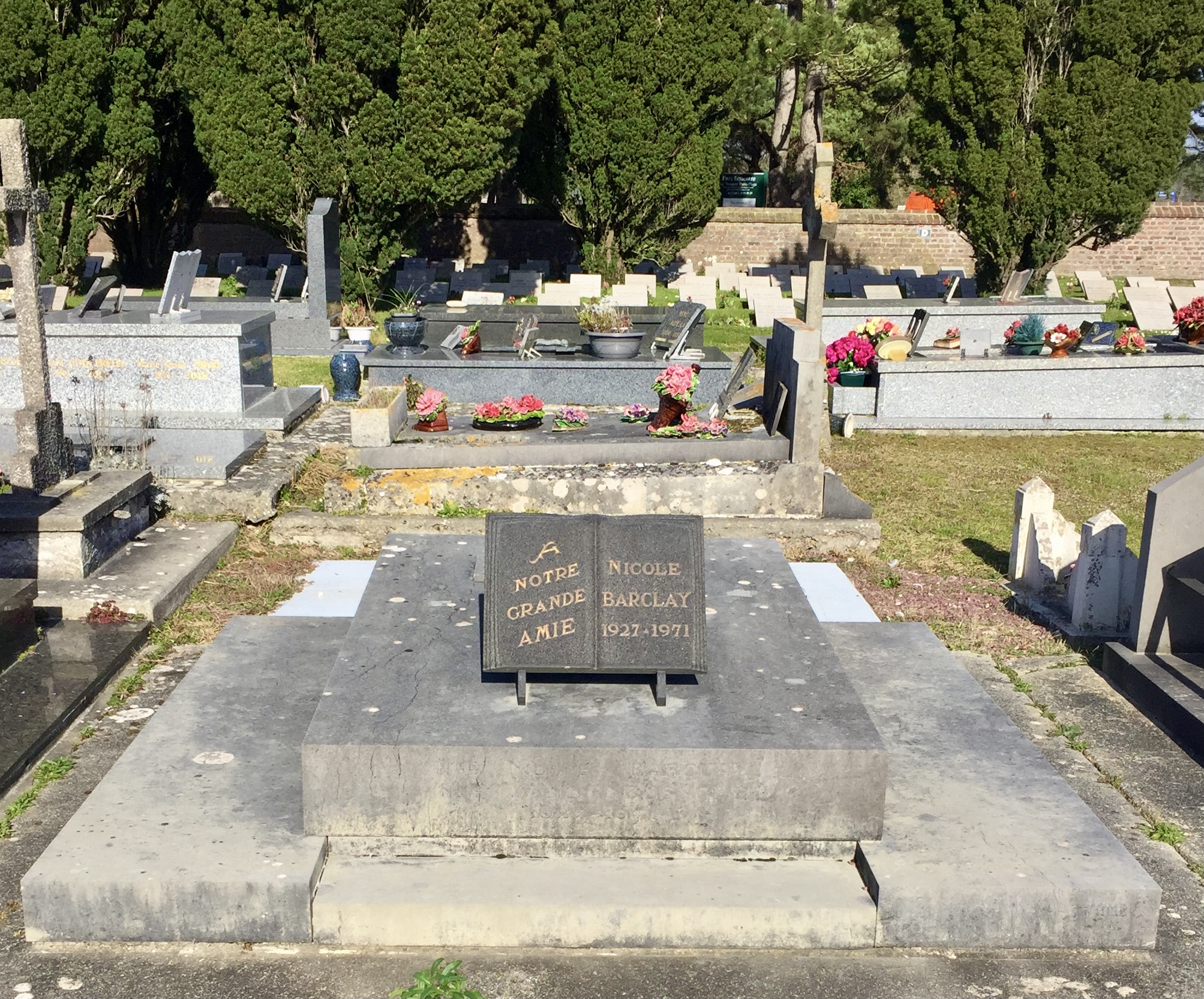
Nicole Barclay.
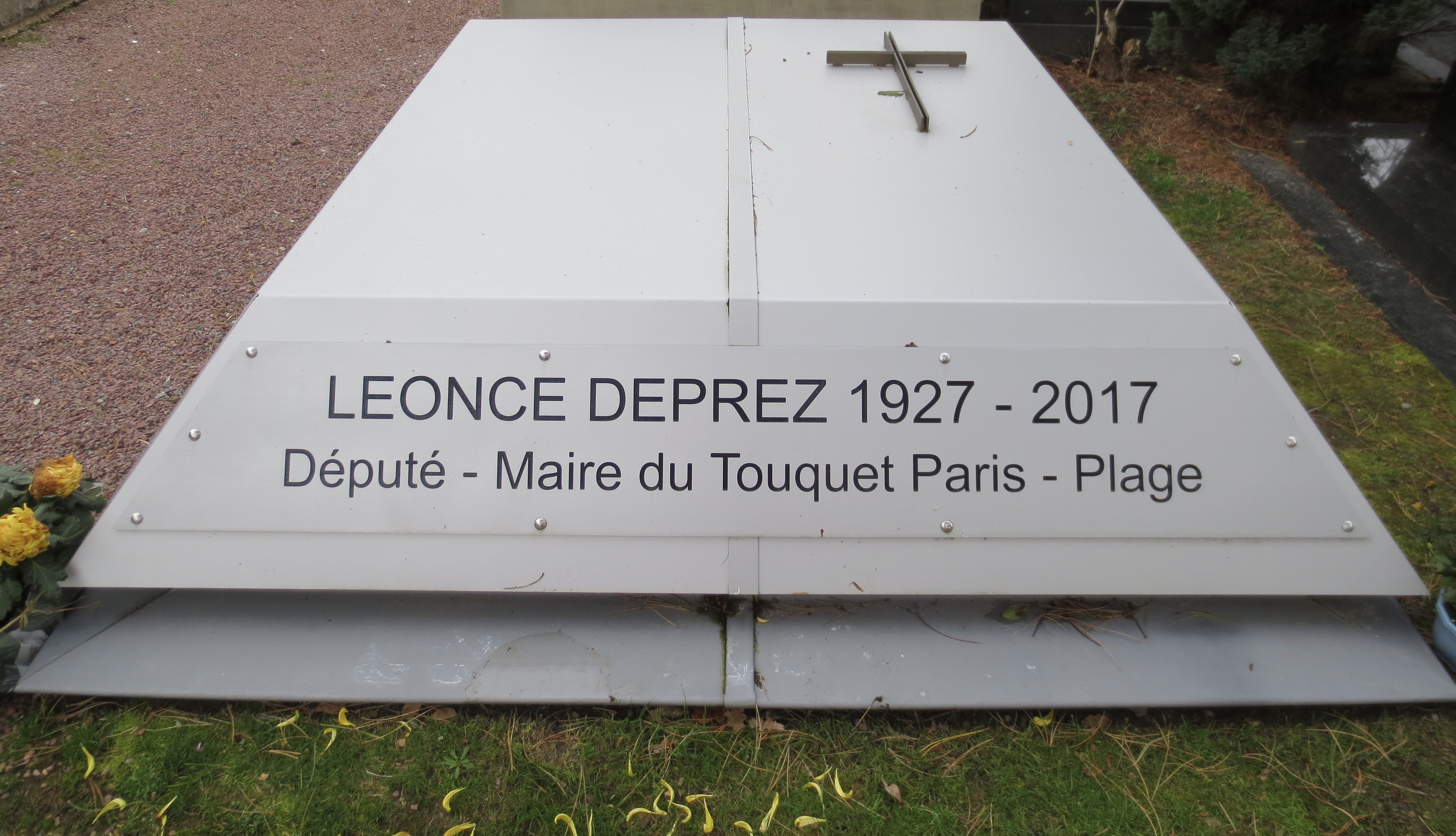
Léonce Deprez.
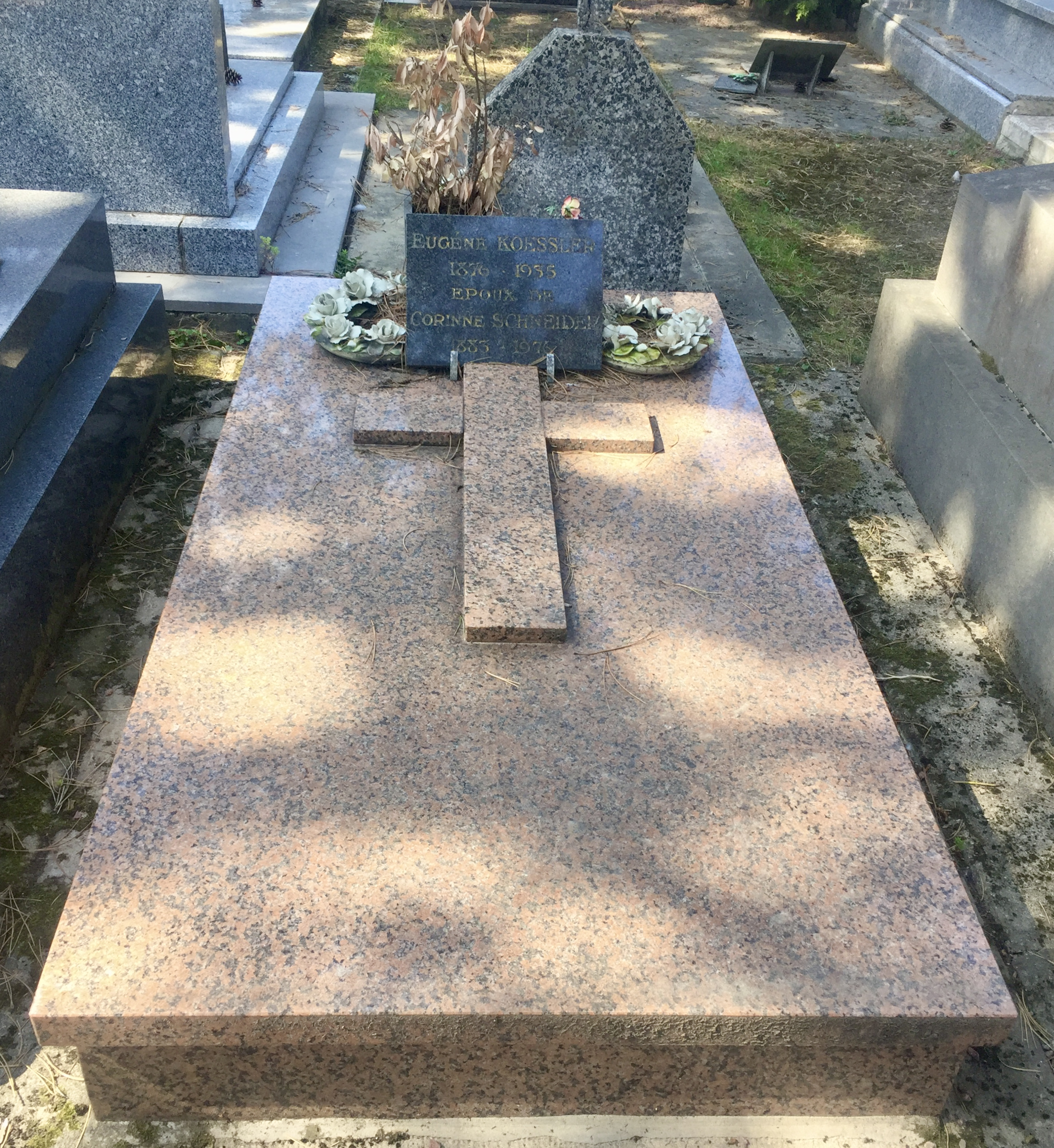
Eugène Koessler.
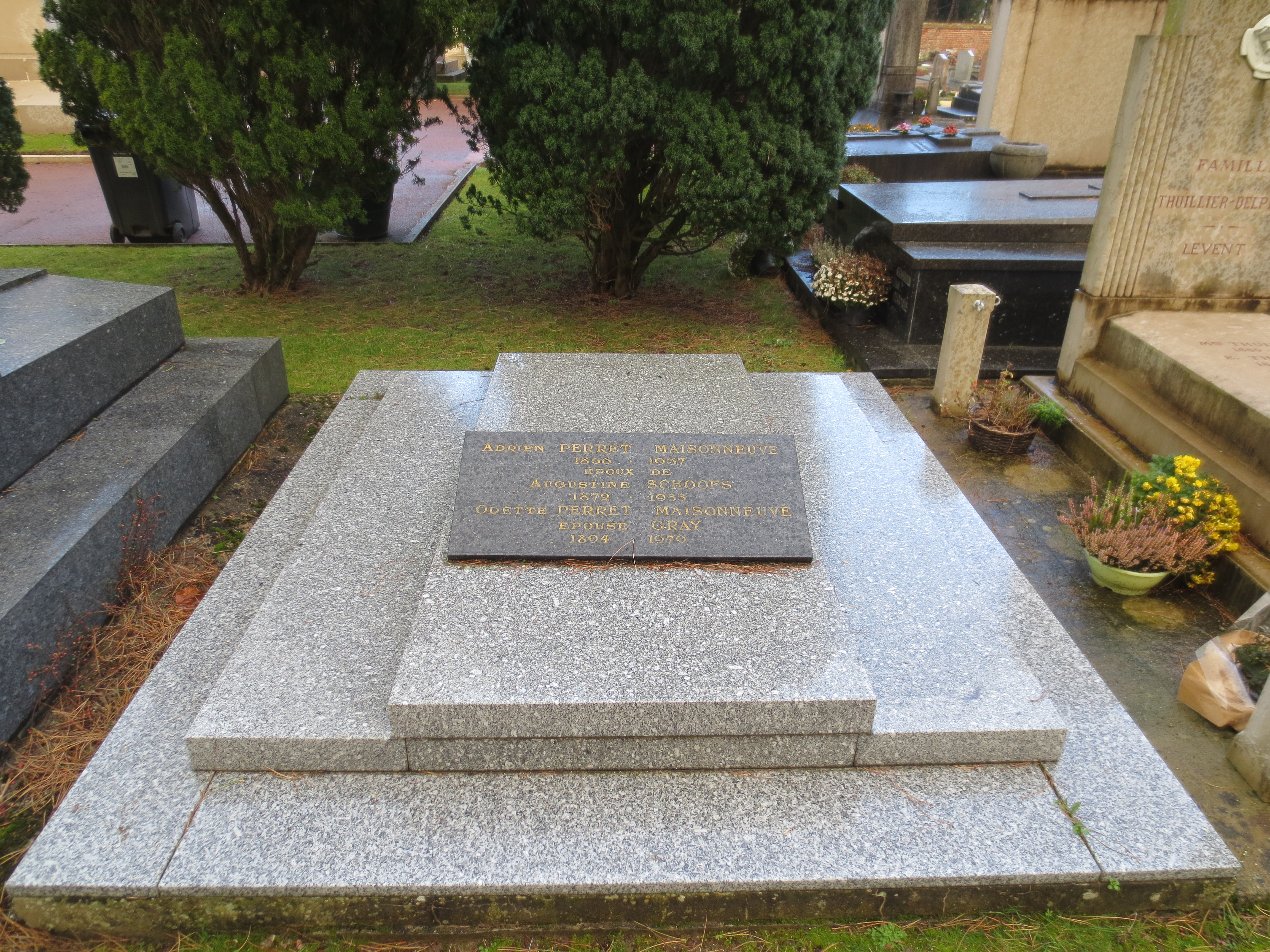
Adrien Perret-Maisonneuve.
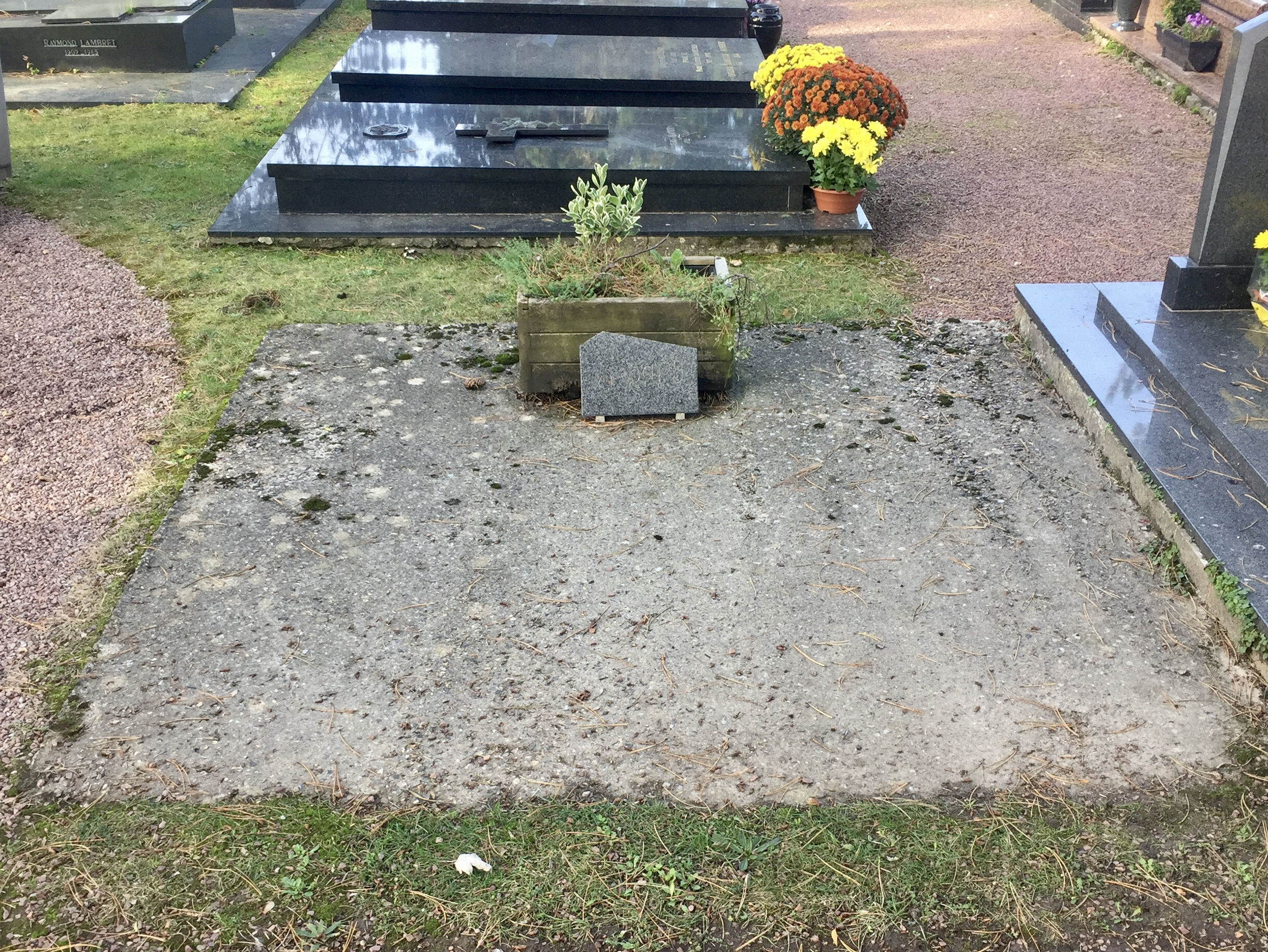
Louis Quételart.
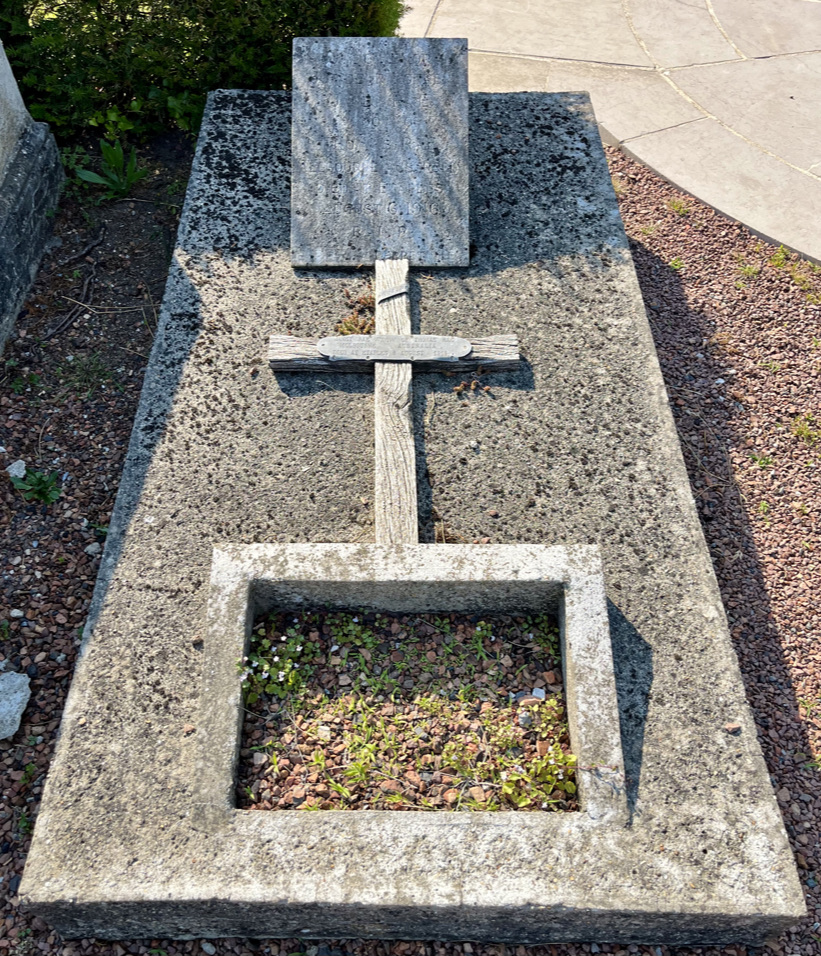
Janet Rae.
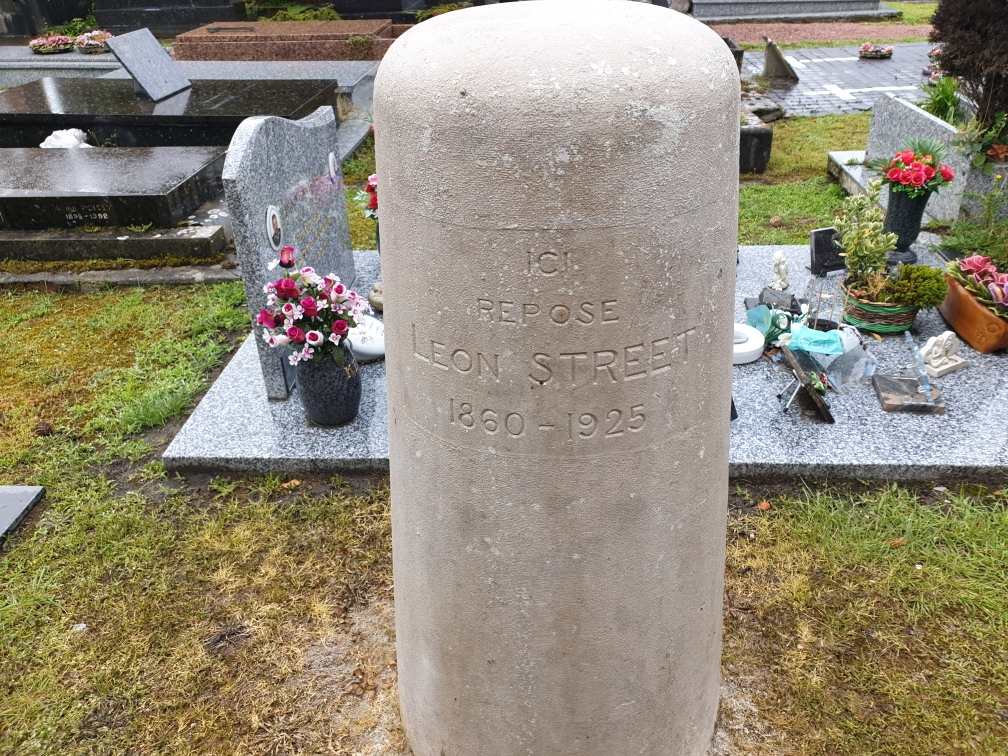
Léon Street.

## Galerie

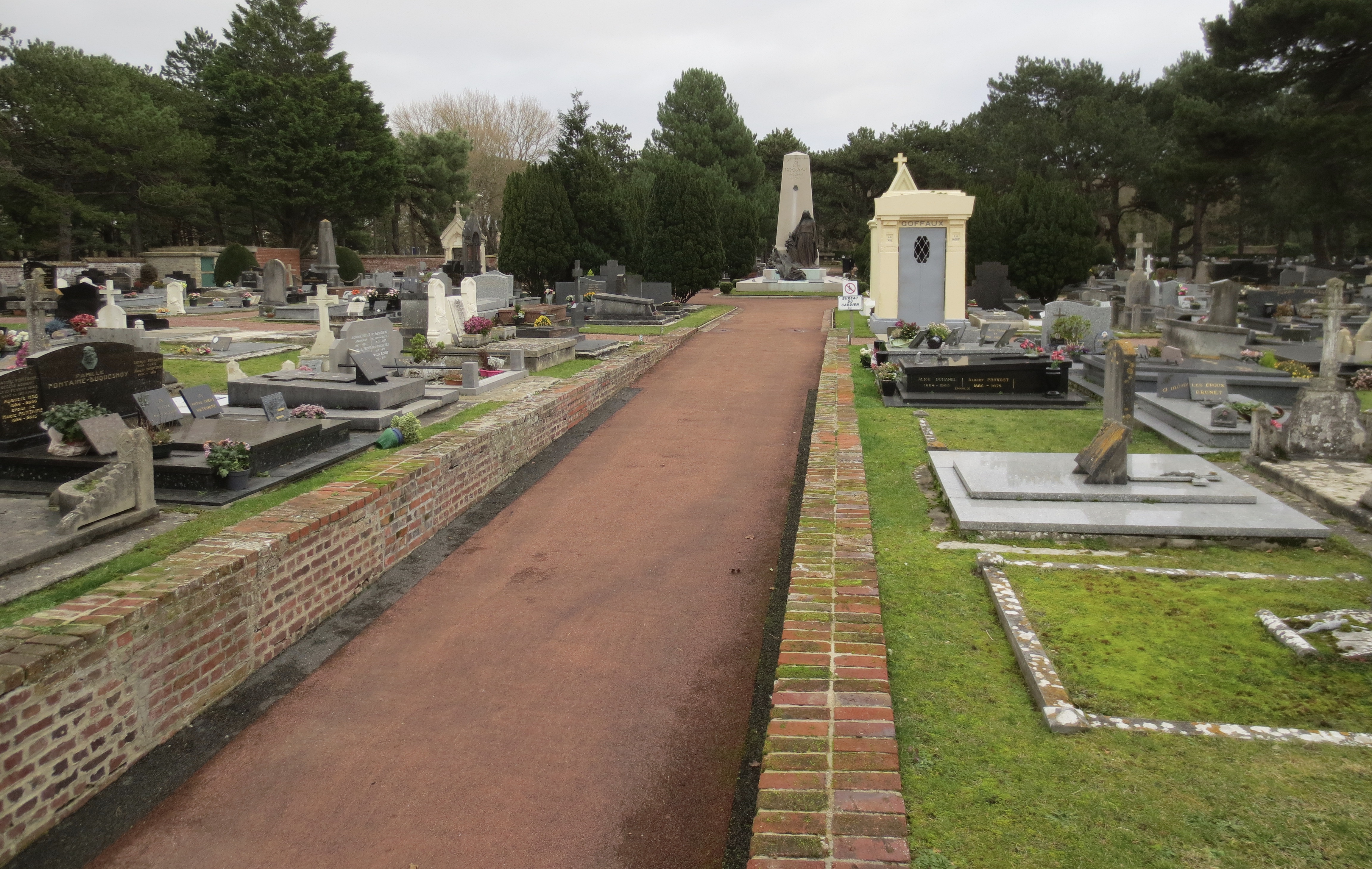
Allée principale du cimetière.
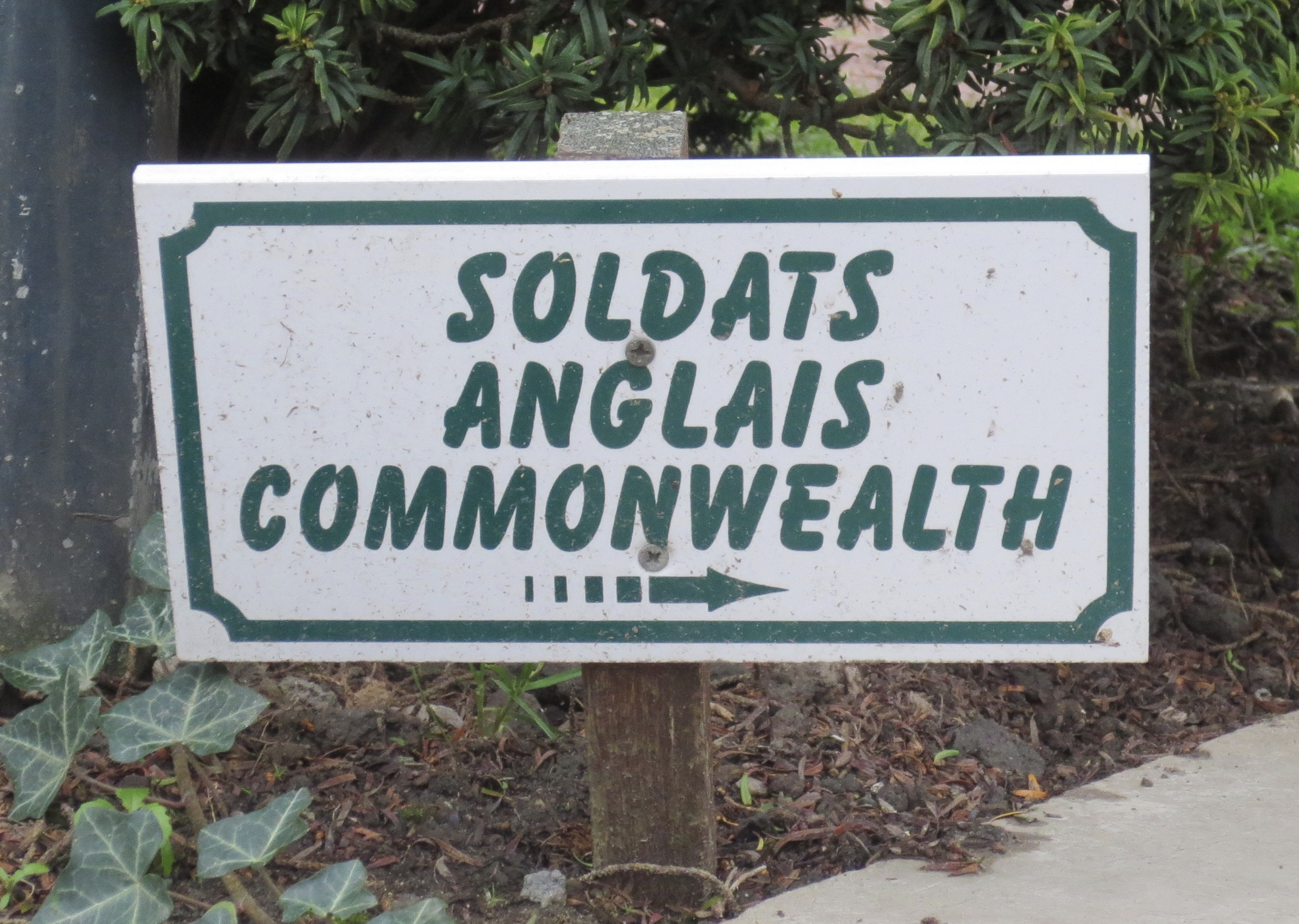
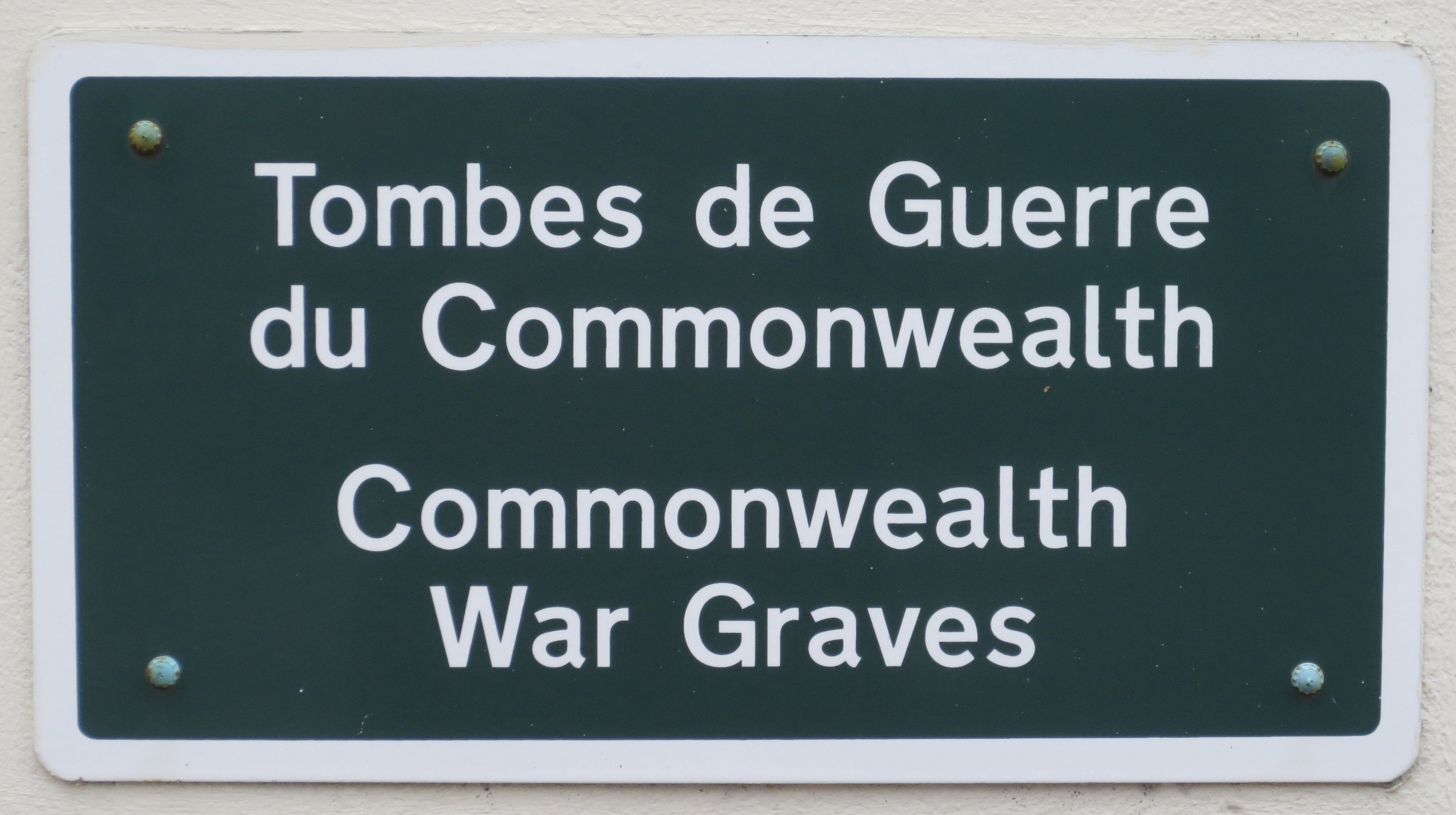
Panneau indiquant la présence de tombes de Guerre du Commonwealth.
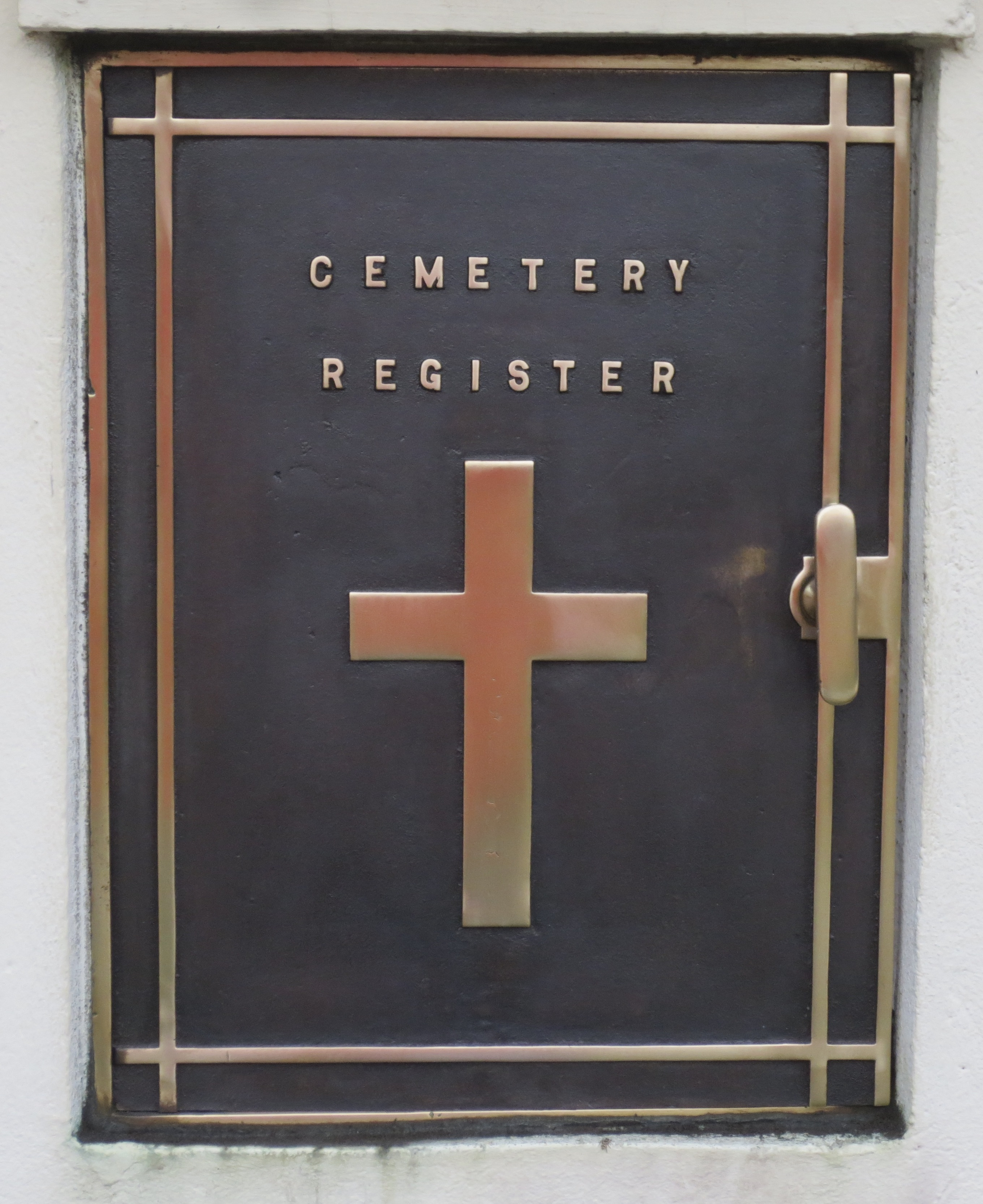
Emplacement du registre du cimetière militaire anglais.
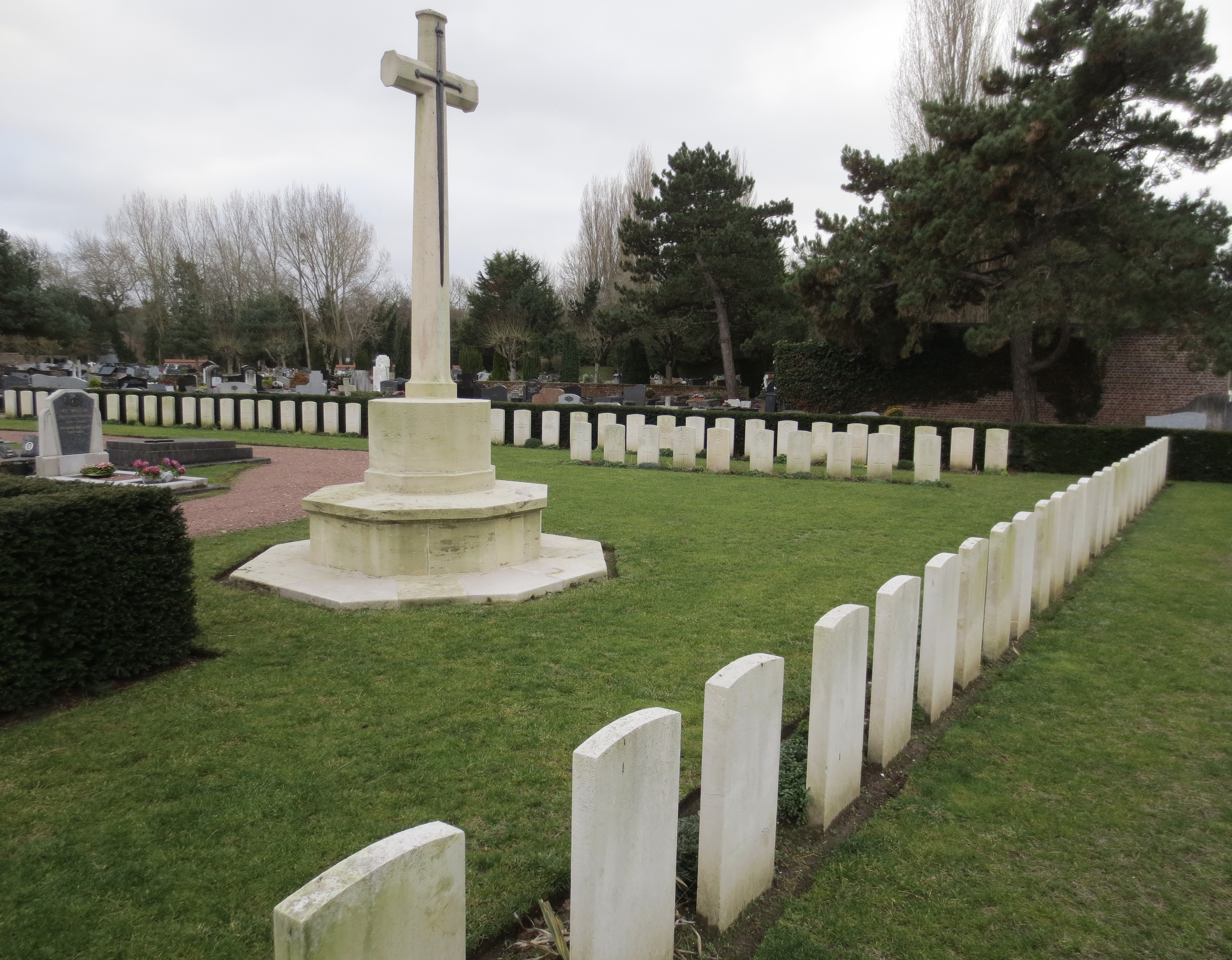
Vue partielle du cimetière militaire anglais de la Première Guerre mondiale.
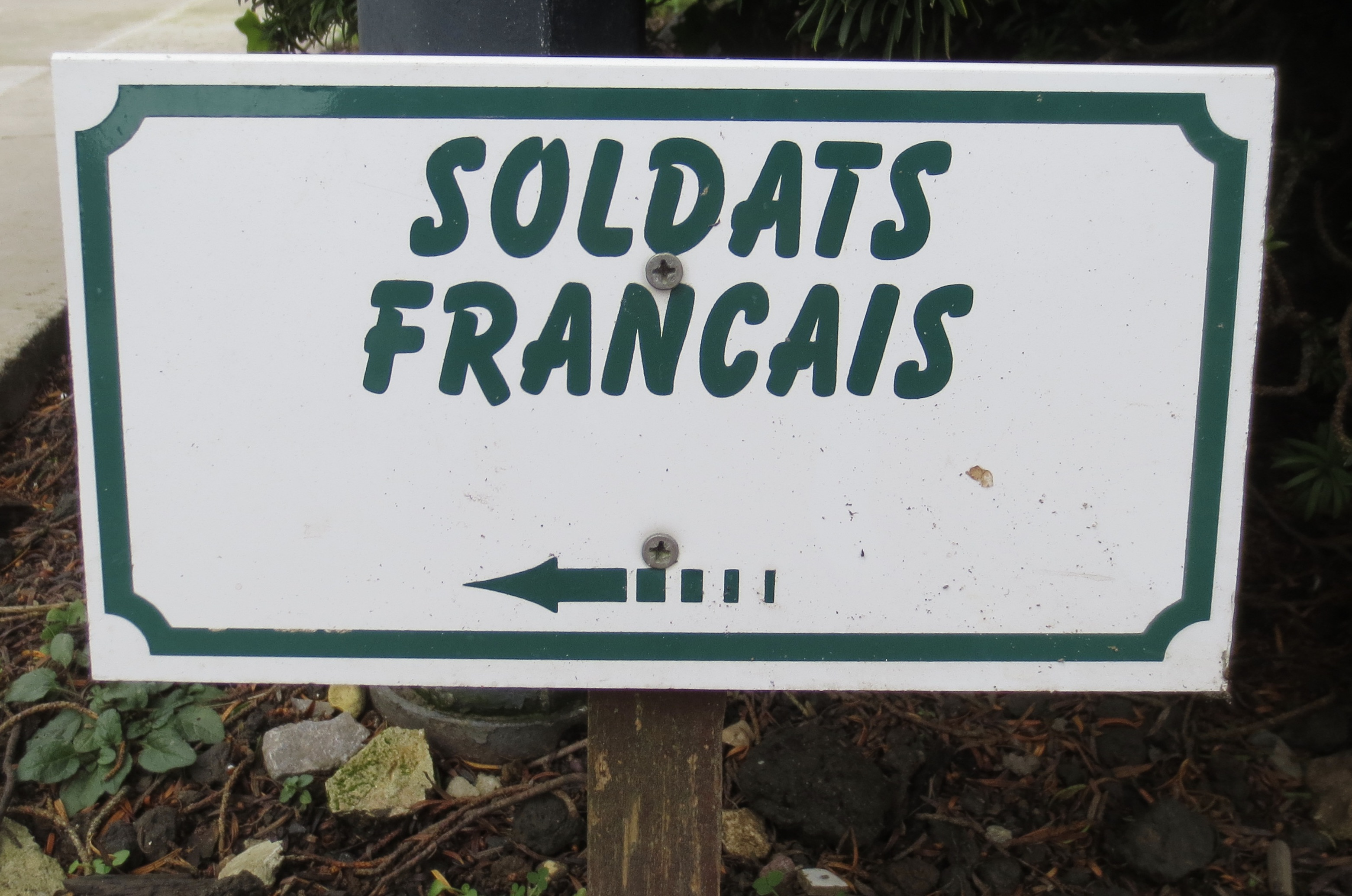
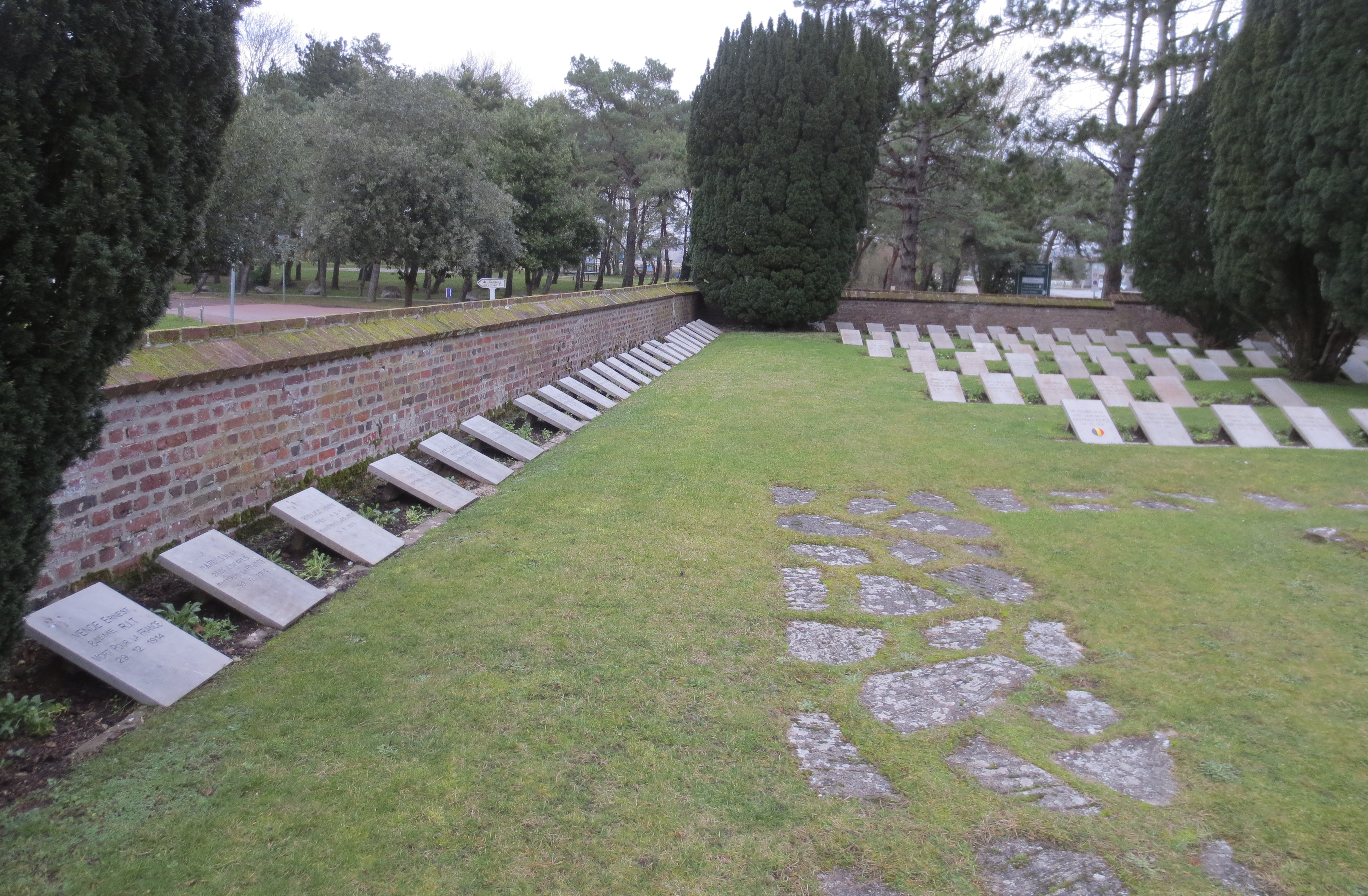
Vue partielle du cimetière militaire français de la Première et Seconde Guerre mondiale.
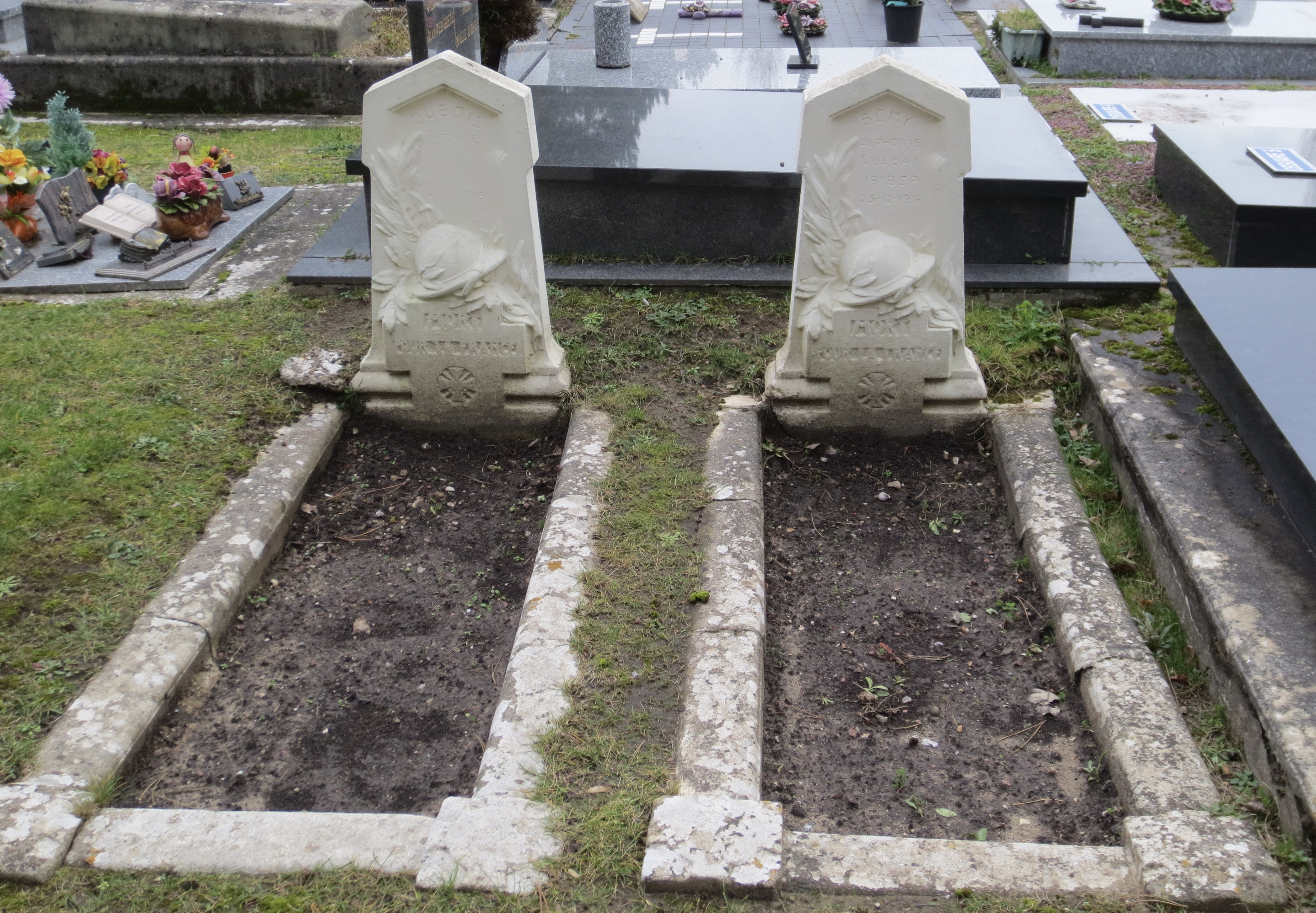
Exemple de tombes de soldats de la Première Guerre mondiale entretenues par le Souvenir français.
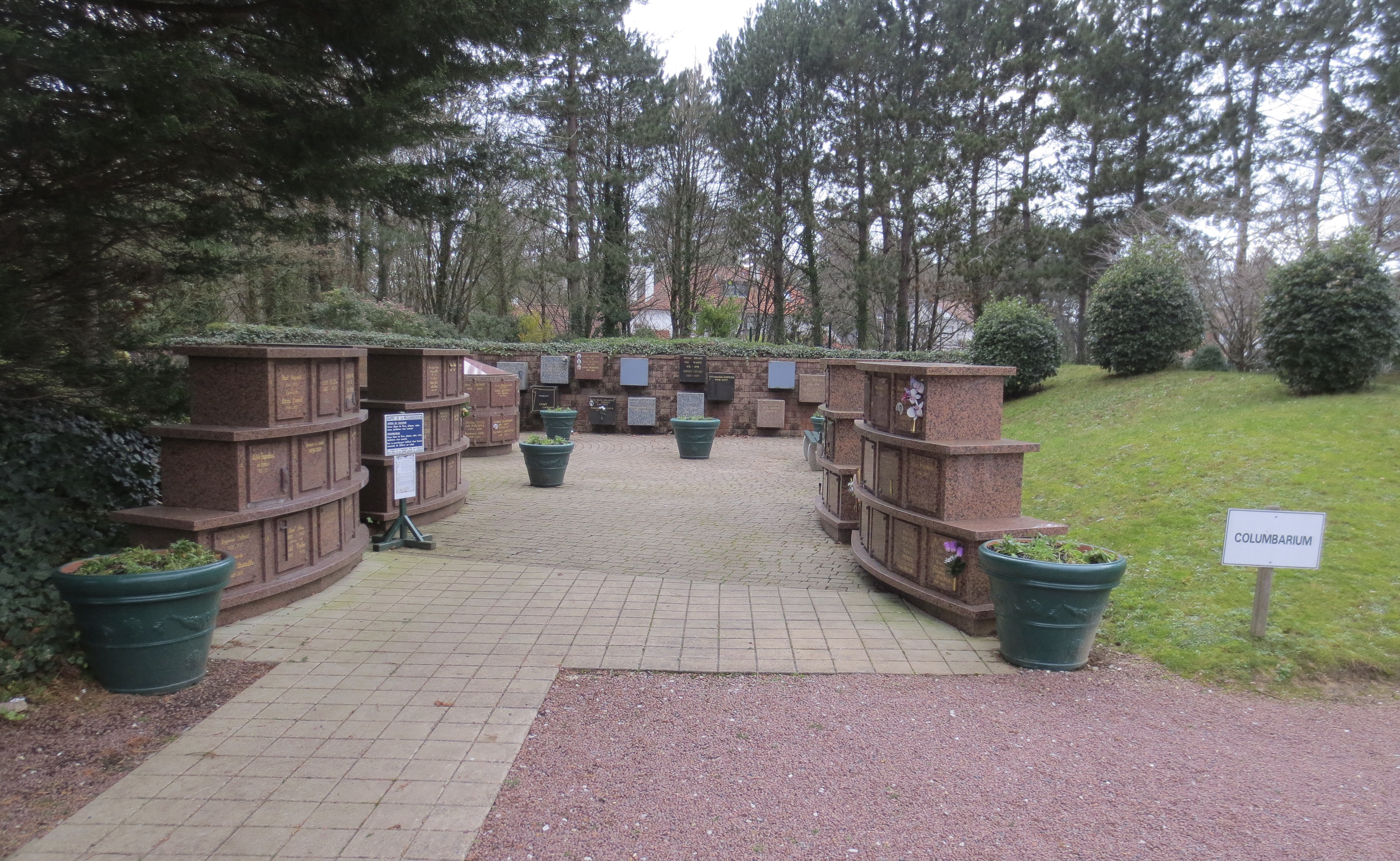
Le columbarium.
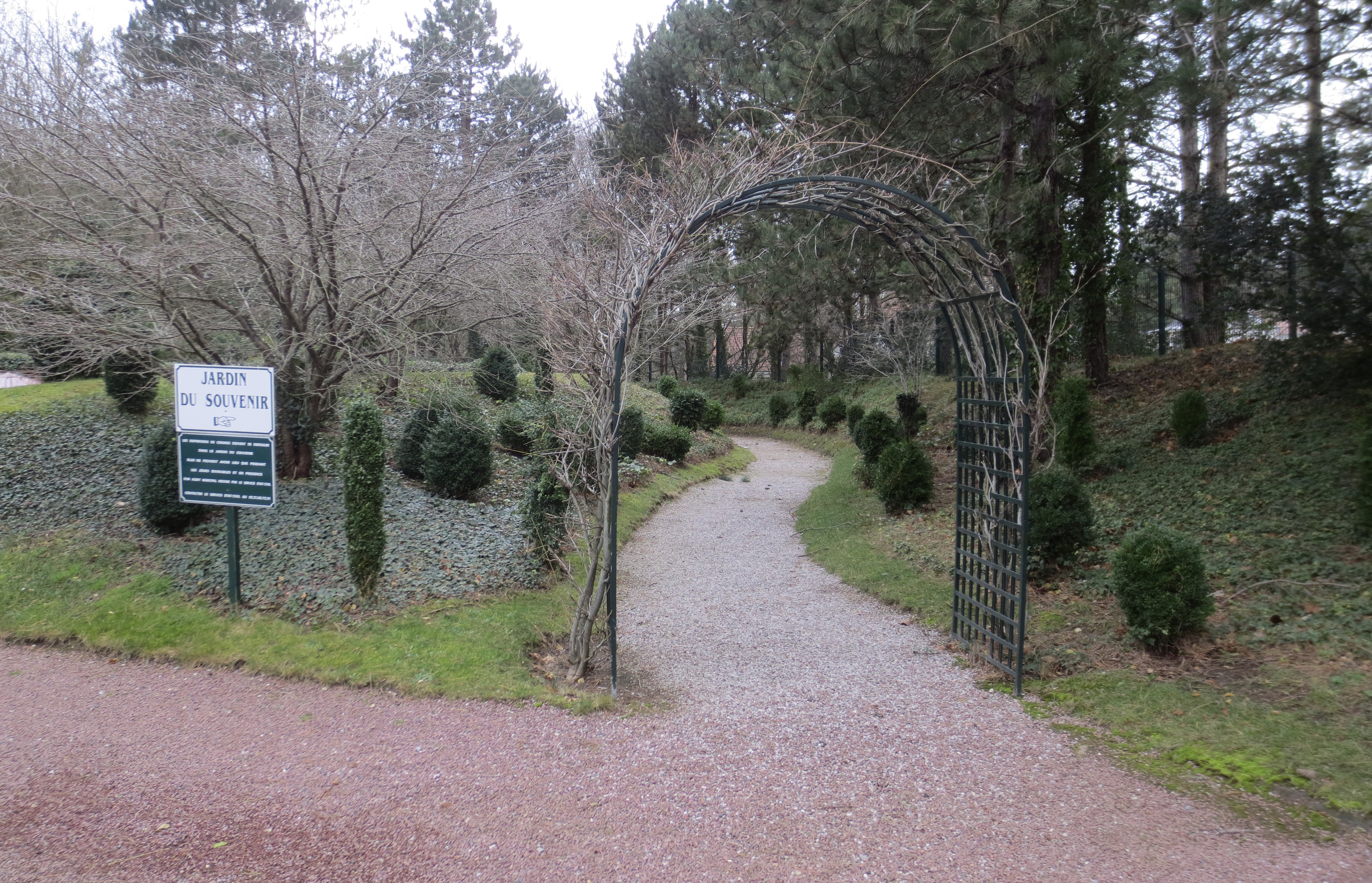
Le jardin du souvenir.
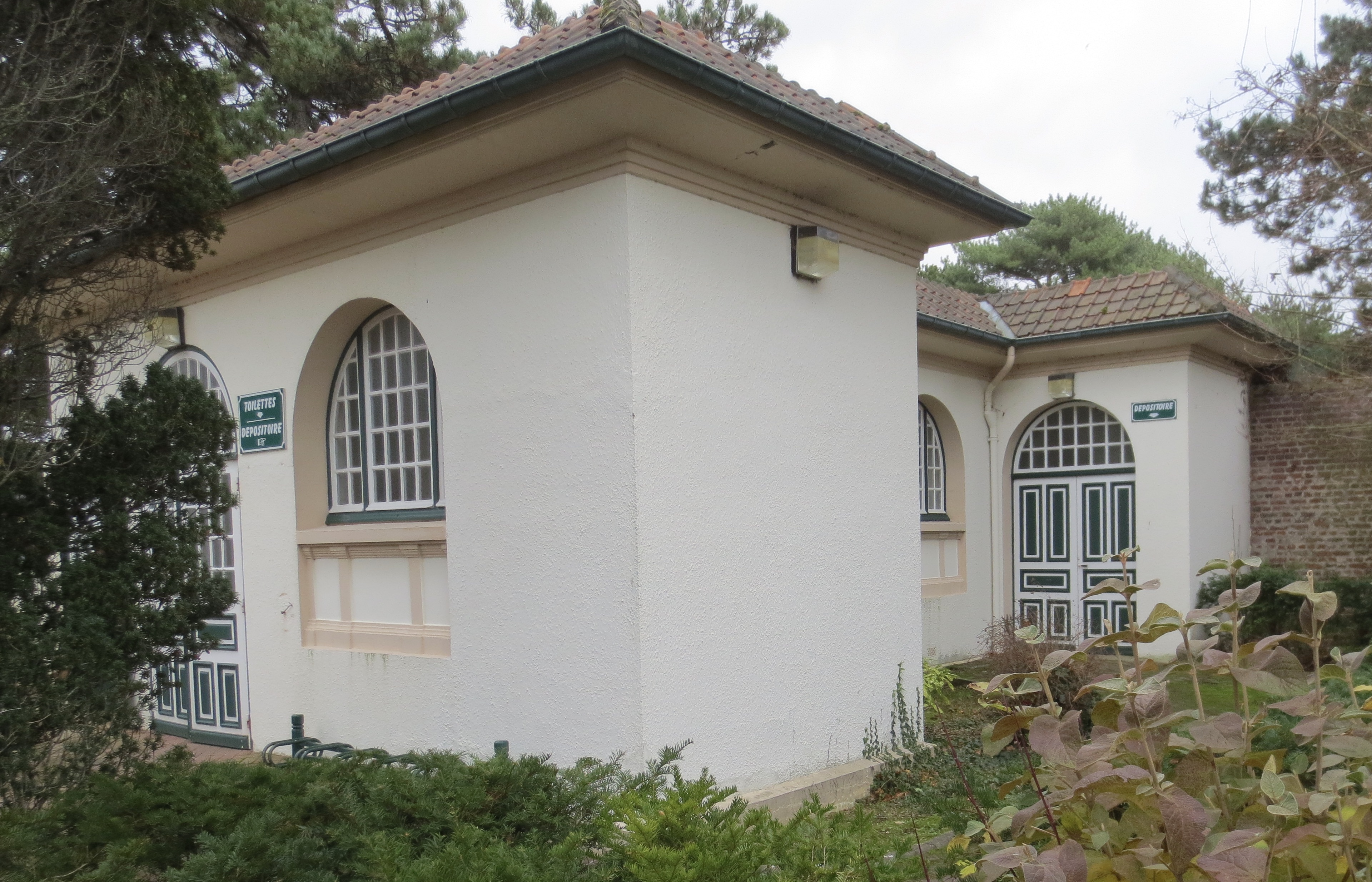
Le dépositoire.

## Autres lieux de mémoire
- La stèle au douaniers morts pour la France, lors des deux guerres mondiales, est située à l'aéroport du Touquet-Paris-Plage (près de la porte d'embarquement)[5].
- La plaque apposée rue Saint-Jean, à l'angle de la rue de Londres, en souvenir des deux premiers démineurs volontaires : Eugène Dessouliers (1890-1944), natif de Cucq[6] et Aimé Pecceu (1898-1944), natif d'Armentières, résistant alias Navarre dans les Forces françaises de l'intérieur (FFI)[7] qui participe, avec Jacques Germain (1921-), natif de Maresquel, FFI[8] et Julien Biblocque (1909-), natif de Wailly-Beaucamp, FFI[9], au dynamitage du pont dit de « La Bagarre » à Énocq et provoque la chute d'une locomotive de type 231 A 11 dans la Canche[10]. Dessouliers et Pecceu sont morts le 13 novembre 1944 à l'endroit où est posée la stèle. Ils sont inhumés au cimetière du Touquet-Paris-Plage.

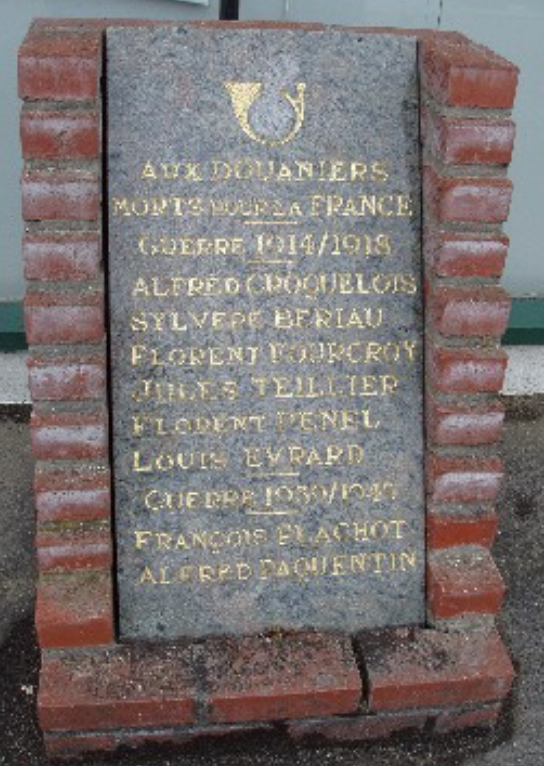
Stèle aux douaniers.
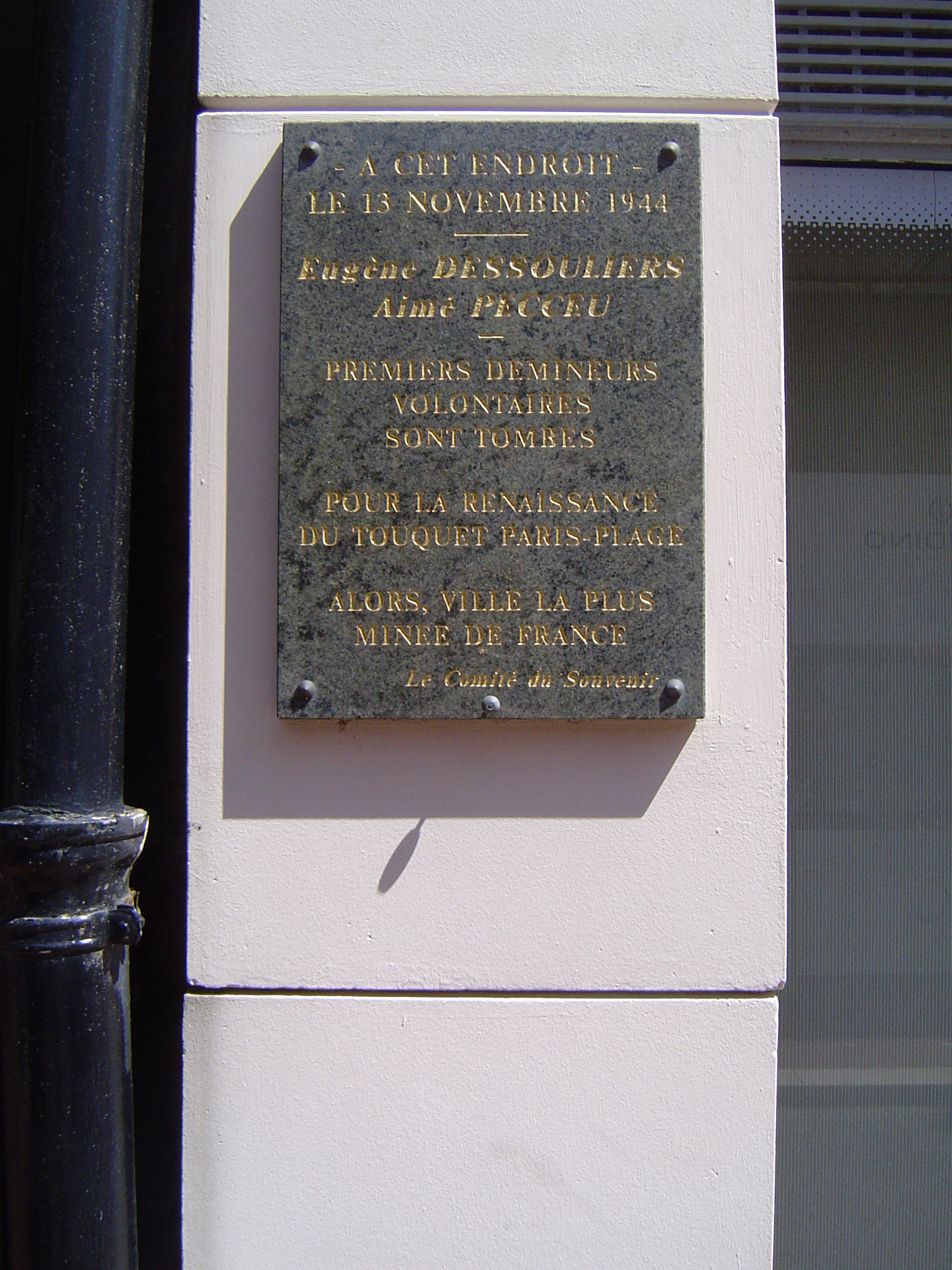
Eugène Dessouliers et Aimé Pecceu.
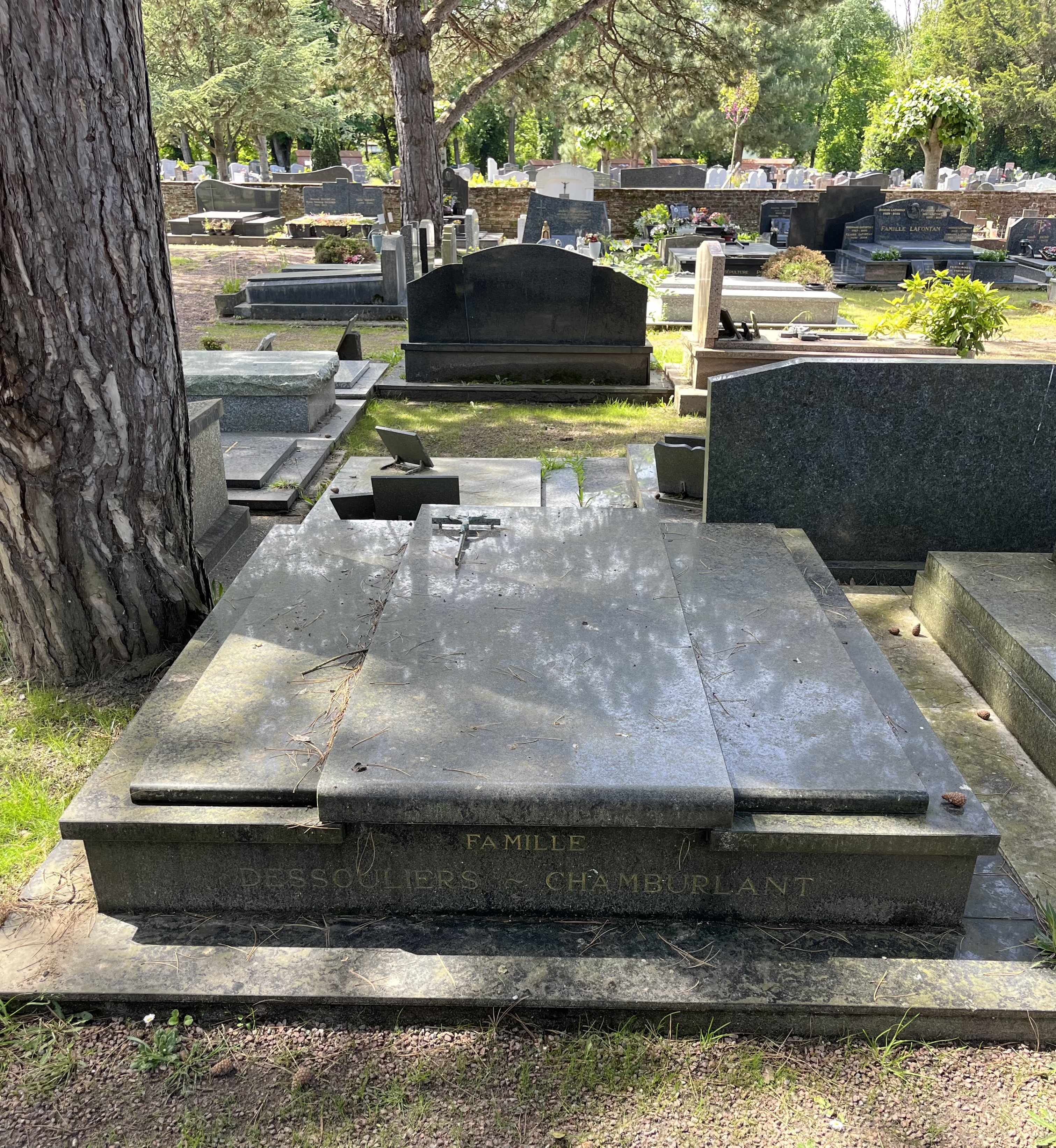
La sépulture d'Eugène Dessouliers.
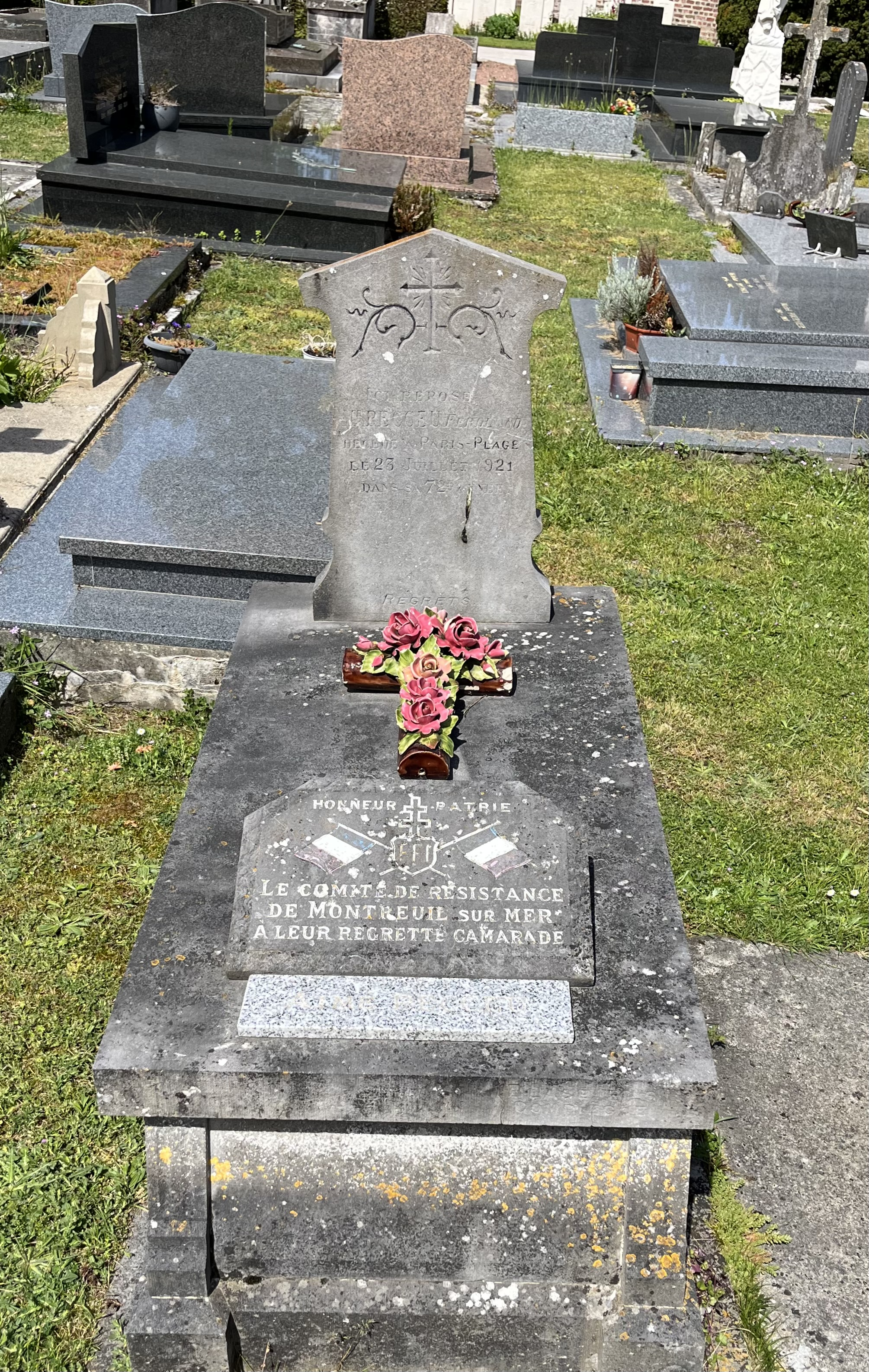
La sépulture d'Aimé Pecceu.

## Pour approfondir